# Liste des églises de l'Isère
La liste des églises de l'Isère recense de manière exhaustive les églises situées dans le département français de l' Isère. Il est fait état des diverses protections dont elles peuvent bénéficier, et notamment les inscriptions et classements au titre des monuments historiques.
En ce qui concerne le culte catholique, toutes les églises sont situées dans le diocèse de Grenoble-Vienne.

## Statistiques

### Nombres
Le département de l'Isère comprend 512 communes au 1er janvier 2022.
Depuis 2020, le diocèse de Grenoble-Vienne compte 47 paroisses.

## Classement
Le classement ci-après se fait par commune selon l'ordre alphabétique.
Il est fait état des diverses protections dont elles peuvent bénéficier, et notamment les inscriptions et classements au titre des monuments historiques.

## Liste

### Église catholique
| Église                                                                              | Commune                                         | Adresse | Coordonnées                      | Notice         | Protection | Date        | Illustration                                                                        |
| ----------------------------------------------------------------------------------- | ----------------------------------------------- | ------- | -------------------------------- | -------------- | --- | ----------- | ----------------------------------------------------------------------------------- |
| Église Saint-Martin d'Agnin                                                         | Agnin                                           |         | 45° 20′ 26″ nord, 4° 51′ 26″ est |                | |             | Église Saint-Martin d'Agnin                                                         |
| Église Sainte-Marguerite du Rivier d'Allemond                                       | Allemond                                        |         | 45° 12′ 09″ nord, 6° 02′ 25″ est |                | |             | Image manquante Téléverser                                                          |
| Église Saint-Nizier d'Allemond                                                      | Allemond                                        |         | 45° 07′ 49″ nord, 6° 02′ 12″ est |                | |             | Église Saint-Nizier d'Allemond                                                      |
| Église Saint-Marcel d'Allevard                                                      | Allevard                                        |         | 45° 23′ 38″ nord, 6° 04′ 29″ est |                | |             | Église Saint-Marcel d'Allevard                                                      |
| Église de la Nativité-de-Notre-Dame d'Ambel                                         | Ambel                                           |         | 44° 48′ 22″ nord, 5° 55′ 47″ est |                | |             | Image manquante Téléverser                                                          |
| Église de la Transfiguration d'Anjou                                                | Anjou                                           |         | 45° 20′ 48″ nord, 4° 52′ 59″ est |                | |             | Église de la Transfiguration d'Anjou                                                |
| Église Notre-Dame d'Annoisin-Chatelans                                              | Annoisin-Chatelans                              |         | 45° 45′ 10″ nord, 5° 17′ 30″ est | « IA38000218 » | |             | Église Notre-Dame d'Annoisin-Chatelans                                              |
| Église Saint-Germain d'Anthon                                                       | Anthon                                          |         | 45° 47′ 31″ nord, 5° 10′ 19″ est |                | |             | Église Saint-Germain d'Anthon                                                       |
| Église Saint-Clair d'Aoste                                                          | Aoste                                           |         | 45° 35′ 16″ nord, 5° 36′ 27″ est |                | |             | Église Saint-Clair d'Aoste                                                          |
| Église Saint-Didier d'Aoste                                                         | Aoste                                           |         | 45° 37′ 03″ nord, 5° 36′ 41″ est |                | |             | Église Saint-Didier d'Aoste                                                         |
| Église Saint-Pierre d'Apprieu                                                       | Apprieu                                         |         | 45° 23′ 53″ nord, 5° 30′ 22″ est |                | |             | Église Saint-Pierre d'Apprieu                                                       |
| Église Saint-Cyprien d'Arandon-Passins                                              | Arandon-Passins                                 |         | 45° 42′ 41″ nord, 5° 25′ 57″ est |                | |             | Église Saint-Cyprien d'Arandon-Passins                                              |
| Église Saint-Pierre d'Artas                                                         | Artas                                           |         | 45° 32′ 06″ nord, 5° 09′ 57″ est |                | |             | Église Saint-Pierre d'Artas                                                         |
| Église Saint-Laurent d'Arzay                                                        | Arzay (commune nouvelle de Porte-des-Bonnevaux) |         | 45° 25′ 29″ nord, 5° 10′ 12″ est |                | |             | Église Saint-Laurent d'Arzay                                                        |
| Église Saint-Pierre-ès-Liens d'Assieu                                               | Assieu                                          |         | 45° 24′ 24″ nord, 4° 52′ 03″ est |                | |             | Église Saint-Pierre-ès-Liens d'Assieu                                               |
| Église de l'Assomption d'Auberives-en-Royans                                        | Auberives-en-Royans                             |         | 45° 03′ 45″ nord, 5° 18′ 09″ est |                | |             | Église de l'Assomption d'Auberives-en-Royans                                        |
| Église Saint-Roch d'Auberives-sur-Varèze                                            | Auberives-sur-Varèze                            |         | 45° 25′ 31″ nord, 4° 49′ 04″ est |                | |             | Église Saint-Roch d'Auberives-sur-Varèze                                            |
| Église Saint-Julien d'Auris                                                         | Auris                                           |         | 45° 02′ 44″ nord, 6° 05′ 11″ est |                | |             | Image manquante Téléverser                                                          |
| Église Saint-Nicolas d'Autrans                                                      | Autrans-Méaudre en Vercors                      |         | 45° 10′ 29″ nord, 5° 32′ 31″ est |                | |             | Église Saint-Nicolas d'Autrans                                                      |
| Église Saint-Pierre-et-Saint-Paul de Méaudre                                        | Autrans-Méaudre en Vercors                      |         | 45° 07′ 34″ nord, 5° 31′ 38″ est |                | |             | Église Saint-Pierre-et-Saint-Paul de Méaudre                                        |
| Église Saint-Augustin de Badinières                                                 | Badinières                                      |         | 45° 30′ 14″ nord, 5° 18′ 11″ est |                | |             | Église Saint-Augustin de Badinières                                                 |
| Église Saint-Martin de Barraux                                                      | Barraux                                         |         | 45° 26′ 02″ nord, 5° 58′ 37″ est |                | |             | Église Saint-Martin de Barraux                                                      |
| Église Sainte-Croix de Parménie                                                     | Beaucroissant                                   |         | 45° 19′ 25″ nord, 5° 28′ 02″ est |                | |             | Église Sainte-Croix de Parménie                                                     |
| Église Saint-Georges de Beaucroissant                                               | Beaucroissant                                   |         | 45° 20′ 02″ nord, 5° 29′ 02″ est |                | |             | Église Saint-Georges de Beaucroissant                                               |
| Église Sainte-Marguerite de Beaufin                                                 | Beaufin                                         |         | 44° 47′ 19″ nord, 5° 57′ 40″ est |                | |             | Église Sainte-Marguerite de Beaufin                                                 |
| Église Saint-Pierre-ès-Liens de Beaufort                                            | Beaufort                                        |         | 45° 19′ 42″ nord, 5° 07′ 29″ est |                | |             | Image manquante Téléverser                                                          |
| Église de l'Annonciation du Gua                                                     | Beaulieu                                        |         | 45° 11′ 35″ nord, 5° 23′ 32″ est |                | |             | Image manquante Téléverser                                                          |
| Église Saint-Michel de Beaurepaire                                                  | Beaurepaire                                     |         | 45° 20′ 20″ nord, 5° 03′ 14″ est |                | |             | Image manquante Téléverser                                                          |
| Église de l'Assomption de Beauvoir-de-Marc                                          | Beauvoir-de-Marc                                |         | 45° 30′ 54″ nord, 5° 04′ 51″ est |                | |             | Image manquante Téléverser                                                          |
| Église Saint-Jean-Baptiste de Beauvoir-en-Royans                                    | Beauvoir-en-Royans                              |         | 45° 07′ 14″ nord, 5° 20′ 17″ est |                | |             | Église Saint-Jean-Baptiste de Beauvoir-en-Royans                                    |
| Église de la Nativité-de-Notre-Dame de Bellegarde-Poussieu                          | Bellegarde-Poussieu                             |         | 45° 22′ 31″ nord, 4° 56′ 51″ est |                | |             | Image manquante Téléverser                                                          |
| Église Saint-Christophe de Belmont                                                  | Belmont                                         |         | 45° 28′ 19″ nord, 5° 22′ 10″ est |                | |             | Église Saint-Christophe de Belmont                                                  |
| Église de l'Assomption de Bernin                                                    | Bernin                                          |         | 45° 16′ 07″ nord, 5° 51′ 58″ est |                | |             | Église de l'Assomption de Bernin                                                    |
| Église Saint-André de Besse                                                         | Besse                                           |         | 45° 04′ 18″ nord, 6° 10′ 18″ est |                | |             | Image manquante Téléverser                                                          |
| Église Saint-Martin de Bessins                                                      | Bessins                                         |         | 45° 12′ 09″ nord, 5° 15′ 51″ est |                | |             | Église Saint-Martin de Bessins                                                      |
| Église Saint-Albin de Bilieu                                                        | Bilieu                                          |         | 45° 26′ 42″ nord, 5° 32′ 54″ est |                | |             | Église Saint-Albin de Bilieu                                                        |
| Église de l'Immaculée-Conception d'Haut-Biol                                        | Biol                                            |         | 45° 29′ 52″ nord, 5° 22′ 01″ est |                | |             | Église de l'Immaculée-Conception d'Haut-Biol                                        |
| Église Saint-Jean-Baptiste de Biol-le-Bas                                           | Biol                                            |         | 45° 29′ 29″ nord, 5° 23′ 17″ est |                | |             | Église Saint-Jean-Baptiste de Biol-le-Bas                                           |
| Église de la Compassion de Biviers                                                  | Biviers                                         |         | 45° 14′ 12″ nord, 5° 47′ 48″ est |                | |             | Image manquante Téléverser                                                          |
| Église Saint-Ferréol de Bizonnes                                                    | Bizonnes                                        |         | 45° 27′ 29″ nord, 5° 22′ 47″ est |                | |             | Église Saint-Ferréol de Bizonnes                                                    |
| Église Saint-Jacques-le-Majeur de Blandin                                           | Blandin                                         |         | 45° 28′ 13″ nord, 5° 26′ 54″ est |                | |             | Image manquante Téléverser                                                          |
| Église Saint-Antoine de Bonnefamille                                                | Bonnefamille                                    |         | 45° 35′ 49″ nord, 5° 07′ 51″ est |                | |             | Église Saint-Antoine de Bonnefamille                                                |
| Église Saint-Thiers de Bossieu                                                      | Bossieu                                         |         | 45° 25′ 03″ nord, 5° 08′ 50″ est |                | |             | Église Saint-Thiers de Bossieu                                                      |
| Église Saint-Ennemond de Chambalud                                                  | Bougé-Chambalud                                 |         | 45° 19′ 13″ nord, 4° 52′ 35″ est |                | |             | Église Saint-Ennemond de Chambalud                                                  |
| Église de l'Assomption de Bougé-Chambalud                                           | Bougé-Chambalud                                 |         | 45° 19′ 50″ nord, 4° 54′ 00″ est |                | |             | Église de l'Assomption de Bougé-Chambalud                                           |
| Église Saint-Jean-Baptiste de Bourgoin-Jallieu                                      | Bourgoin-Jallieu                                |         | 45° 35′ 10″ nord, 5° 16′ 35″ est |                | |             | Église Saint-Jean-Baptiste de Bourgoin-Jallieu                                      |
| Église Saint-Barthélemy de Mozas                                                    | Bourgoin-Jallieu                                |         | 45° 36′ 52″ nord, 5° 16′ 53″ est |                | |             | Image manquante Téléverser                                                          |
| Église de l'Assomption dite église Notre-Dame de Bourgoin-Jallieu                   | Bourgoin-Jallieu                                |         | 45° 35′ 34″ nord, 5° 16′ 34″ est |                | |             | Image manquante Téléverser                                                          |
| Église Saint-Christophe de Bouvesse-Quirieu                                         | Bouvesse-Quirieu                                |         | 45° 47′ 39″ nord, 5° 24′ 42″ est |                | |             | Image manquante Téléverser                                                          |
| Église Saint-Pierre-ès-Liens de Brangues                                            | Brangues                                        |         | 45° 41′ 40″ nord, 5° 31′ 44″ est |                | |             | Église Saint-Pierre-ès-Liens de Brangues                                            |
| Église Saint-Roch de Bressieux                                                      | Bressieux                                       |         | 45° 19′ 26″ nord, 5° 16′ 37″ est |                | |             | Église Saint-Roch de Bressieux                                                      |
| Église Saint-Sulpice de Bresson                                                     | Bresson                                         |         | 45° 08′ 10″ nord, 5° 45′ 04″ est |                | |             | Église Saint-Sulpice de Bresson                                                     |
| Église Saint-Didier de Brion                                                        | Brion                                           |         | 45° 17′ 33″ nord, 5° 20′ 16″ est |                | |             | Église Saint-Didier de Brion                                                        |
| Église Saints-Pierre-et-Paul de Brié                                                | Brié-et-Angonnes                                |         | 45° 06′ 41″ nord, 5° 47′ 12″ est |                | |             | Église Saints-Pierre-et-Paul de Brié                                                |
| Église de la Vierge de Brézins                                                      | Brézins                                         |         | 45° 21′ 01″ nord, 5° 18′ 22″ est |                | |             | Église de la Vierge de Brézins                                                      |
| Église Saint-Roch de Brézins                                                        | Brézins                                         |         | 45° 20′ 47″ nord, 5° 18′ 30″ est |                | |             | Image manquante Téléverser                                                          |
| Église Saint-Martin de Burcin                                                       | Burcin                                          |         | 45° 25′ 53″ nord, 5° 26′ 14″ est |                | |             | Église Saint-Martin de Burcin                                                       |
| Église Saint-Marcellin de Bévenais                                                  | Bévenais                                        |         | 45° 23′ 56″ nord, 5° 23′ 10″ est |                | |             | Église Saint-Marcellin de Bévenais                                                  |
| Église Saint-Martin de Cessieu                                                      | Cessieu                                         |         | 45° 34′ 03″ nord, 5° 22′ 37″ est |                | |             | Église Saint-Martin de Cessieu                                                      |
| Église Notre-Dame-de-l'Assomption de Châbons                                        | Châbons                                         |         | 45° 26′ 41″ nord, 5° 25′ 54″ est |                | |             | Église Notre-Dame-de-l'Assomption de Châbons                                        |
| Église Saint-Michel de Chalon                                                       | Chalon                                          |         | 45° 26′ 58″ nord, 4° 56′ 28″ est |                | |             | Église Saint-Michel de Chalon                                                       |
| Église Saint-Christophe de Chamagnieu                                               | Chamagnieu                                      |         | 45° 40′ 48″ nord, 5° 10′ 06″ est | « IA38000023 » | |             | Église Saint-Christophe de Chamagnieu                                               |
| Église Saint-Michel de Champ-sur-Drac                                               | Champ-sur-Drac                                  |         | 45° 04′ 56″ nord, 5° 44′ 00″ est |                | |             | Église Saint-Michel de Champ-sur-Drac                                               |
| Église Saint-André de Champagnier                                                   | Champagnier                                     |         | 45° 06′ 46″ nord, 5° 43′ 44″ est |                | |             | Église Saint-André de Champagnier                                                   |
| Église Saint-Nizier de Champier                                                     | Champier                                        |         | 45° 27′ 06″ nord, 5° 17′ 29″ est |                | |             | Image manquante Téléverser                                                          |
| Église Saint-Esprit de Roche Béranger                                               | Chamrousse                                      |         | 45° 06′ 31″ nord, 5° 52′ 28″ est |                | |             | Image manquante Téléverser                                                          |
| Église Saint-Laurent de Chanas                                                      | Chanas                                          |         | 45° 19′ 07″ nord, 4° 49′ 19″ est |                | |             | Image manquante Téléverser                                                          |
| Église Saint-Irénée de Chantelouve                                                  | Chantepérier                                    |         | 44° 59′ 04″ nord, 5° 58′ 06″ est |                | |             | Image manquante Téléverser                                                          |
| Église Saint-Pierre de Chantesse                                                    | Chantesse                                       |         | 45° 14′ 27″ nord, 5° 26′ 45″ est |                | |             | Image manquante Téléverser                                                          |
| Église Saint-Blaise de Bellecombe                                                   | Chapareillan                                    |         | 45° 27′ 31″ nord, 5° 58′ 04″ est |                | |             | Église Saint-Blaise de Bellecombe                                                   |
| Église Saint-Blaise-et-Notre-Dame de Chapareillan                                   | Chapareillan                                    |         | 45° 27′ 57″ nord, 5° 59′ 21″ est |                | |             | Image manquante Téléverser                                                          |
| Église Saint-Joseph dite le Vieux Clocher de la Ville                               | Chapareillan                                    |         | 45° 28′ 16″ nord, 5° 58′ 49″ est |                | |             | Image manquante Téléverser                                                          |
| Église Saints-Gervais-et-Protais de Charancieu                                      | Charancieu                                      |         | 45° 31′ 27″ nord, 5° 34′ 47″ est |                | |             | Image manquante Téléverser                                                          |
| Église Saint-Roch de Charantonnay                                                   | Charantonnay                                    |         | 45° 32′ 22″ nord, 5° 06′ 30″ est |                | |             | Église Saint-Roch de Charantonnay                                                   |
| Église Saint-Pierre de Charavines                                                   | Charavines                                      |         | 45° 25′ 41″ nord, 5° 30′ 58″ est |                | |             | Église Saint-Pierre de Charavines                                                   |
| Église Saint-Pierre de Charette                                                     | Charette                                        |         | 45° 48′ 31″ nord, 5° 22′ 10″ est |                | |             | Image manquante Téléverser                                                          |
| Église Saint-Roch-et-Saint-Sébastien de Charnècles                                  | Charnècles                                      |         | 45° 20′ 40″ nord, 5° 31′ 43″ est |                | |             | Église Saint-Roch-et-Saint-Sébastien de Charnècles                                  |
| Église Saint-Antoine de Charvieu                                                    | Charvieu-Chavagneux                             |         | 45° 44′ 50″ nord, 5° 09′ 19″ est |                | |             | Église Saint-Antoine de Charvieu                                                    |
| Église Saint-Nizier de Chavagneux                                                   | Charvieu-Chavagneux                             |         | 45° 43′ 38″ nord, 5° 08′ 43″ est |                | |             | Église Saint-Nizier de Chavagneux                                                   |
| Église Saint-Martin de Chasse-sur-Rhône                                             | Chasse-sur-Rhône                                |         | 45° 34′ 52″ nord, 4° 48′ 18″ est |                | |             | Image manquante Téléverser                                                          |
| Église Saint-Pierre de Chasselay                                                    | Chasselay                                       |         | 45° 15′ 21″ nord, 5° 20′ 16″ est |                | |             | Image manquante Téléverser                                                          |
| Église de l'Assomption de Chassignieu                                               | Chassignieu                                     |         | 45° 30′ 02″ nord, 5° 30′ 15″ est |                | |             | Église de l'Assomption de Chassignieu                                               |
| Église Saint-Vincent de Chatte                                                      | Chatte                                          |         | 45° 08′ 40″ nord, 5° 16′ 55″ est |                | |             | Église Saint-Vincent de Chatte                                                      |
| Église de la Sainte-Vierge de Chavanoz                                              | Chavanoz                                        |         | 45° 46′ 39″ nord, 5° 10′ 17″ est |                | |             | Église de la Sainte-Vierge de Chavanoz                                              |
| Église Saint-Pierre-ès-Liens de Chevrières                                          | Chevrières                                      |         | 45° 11′ 16″ nord, 5° 17′ 26″ est |                | |             | Église Saint-Pierre-ès-Liens de Chevrières                                          |
| Église Notre-Dame-de-la-Compassion de Cheyssieu                                     | Cheyssieu                                       |         | 45° 25′ 40″ nord, 4° 50′ 21″ est |                | |             | Église Notre-Dame-de-la-Compassion de Cheyssieu                                     |
| Église Notre-Dame de Chichilianne                                                   | Chichilianne                                    |         | 44° 48′ 41″ nord, 5° 34′ 22″ est |                | |             | Église Notre-Dame de Chichilianne                                                   |
| Église Saint-Laurent de Chimilin                                                    | Chimilin                                        |         | 45° 34′ 36″ nord, 5° 36′ 03″ est |                | |             | Église Saint-Laurent de Chimilin                                                    |
| Église Notre-Dame de Chirens                                                        | Chirens                                         |         | 45° 24′ 54″ nord, 5° 33′ 21″ est |                | |             | Église Notre-Dame de Chirens                                                        |
| Église du prieuré Notre-Dame de Gayet du Gayet                                      | Chirens                                         |         | 45° 24′ 36″ nord, 5° 33′ 30″ est |                | |             | Image manquante Téléverser                                                          |
| Église de l'Assomption-de-la-Sainte-Vierge de Cholonge                              | Cholonge                                        |         | 45° 00′ 12″ nord, 5° 47′ 46″ est |                | |             | Église de l'Assomption-de-la-Sainte-Vierge de Cholonge                              |
| Église Saint-Sévère de Chonas-l'Amballan                                            | Chonas-l'Amballan                               |         | 45° 27′ 42″ nord, 4° 48′ 41″ est |                | |             | Image manquante Téléverser                                                          |
| Église de l'Assomption-de-Notre-Dame de Choranche                                   | Choranche                                       |         | 45° 04′ 00″ nord, 5° 23′ 28″ est |                | |             | Image manquante Téléverser                                                          |
| Église Saint-Blaise de Chozeau                                                      | Chozeau                                         |         | 45° 41′ 37″ nord, 5° 12′ 32″ est | « IA38000031 » | |             | Église Saint-Blaise de Chozeau                                                      |
| Église Saint-Hippolyte de Chuzelles                                                 | Chuzelles                                       |         | 45° 35′ 08″ nord, 4° 52′ 48″ est |                | |             | Église Saint-Hippolyte de Chuzelles                                                 |
| Église Notre-Dame-de-l'Assomption de Châbons                                        | Châbons                                         |         | 45° 26′ 41″ nord, 5° 25′ 52″ est |                | |             | Église Notre-Dame-de-l'Assomption de Châbons                                        |
| Église Saint-Laurent de Château-Bernard                                             | Château-Bernard                                 |         | 45° 58′ 30″ nord, 5° 34′ 34″ est |                | |             | Église Saint-Laurent de Château-Bernard                                             |
| Église Saint-Martin de Châteauvilain                                                | Châteauvilain                                   |         | 45° 31′ 10″ nord, 5° 19′ 47″ est |                | |             | Église Saint-Martin de Châteauvilain                                                |
| Église Saint-Sébastien de Châtel-en-Trièves                                         | Châtel-en-Trièves                               |         | 44° 50′ 52″ nord, 5° 47′ 56″ est |                | |             | Image manquante Téléverser                                                          |
| Église de Cordéac                                                                   | Châtel-en-Trièves                               |         | à géolocaliser                   |                | |             | Église de Cordéac                                                                   |
| Église Saint-Martin de Châtelus                                                     | Châtelus                                        |         | 45° 03′ 30″ nord, 5° 22′ 22″ est |                | |             | Image manquante Téléverser                                                          |
| Église de l'Assomption de Châtenay                                                  | Châtenay                                        |         | 45° 19′ 10″ nord, 5° 13′ 47″ est | « PA38000015 » | Inscrit MH | 2003        | Image manquante Téléverser                                                          |
| Église Saint-Christophe-et-Sainte-Catherine de Châtonnay                            | Châtonnay                                       |         | 45° 29′ 10″ nord, 5° 12′ 36″ est |                | |             | Image manquante Téléverser                                                          |
| Église Saint-Maurice de Chèzeneuve                                                  | Chèzeneuve                                      |         | 45° 33′ 40″ nord, 5° 13′ 18″ est |                | |             | Église Saint-Maurice de Chèzeneuve                                                  |
| Église Saint-Martin de Grivoulière                                                  | Chélieu                                         |         | 45° 29′ 52″ nord, 5° 28′ 59″ est |                | |             | Église Saint-Martin de Grivoulière                                                  |
| Église Saint-Jean-Baptiste de Cossey                                                | Claix                                           |         | 45° 08′ 32″ nord, 5° 40′ 18″ est |                | |             | Église Saint-Jean-Baptiste de Cossey                                                |
| Église Saint-Pierre de Claix                                                        | Claix                                           |         | 45° 07′ 10″ nord, 5° 40′ 20″ est |                | |             | Église Saint-Pierre de Claix                                                        |
| Église Saint-Didier de Clavans-le-Bas                                               | Clavans-en-Haut-Oisans                          |         | 45° 04′ 18″ nord, 6° 09′ 15″ est |                | |             | Image manquante Téléverser                                                          |
| Église Notre-Dame-de-l'Assomption de Clavans-le-Haut                                | Clavans-en-Haut-Oisans                          |         | 45° 05′ 03″ nord, 6° 09′ 49″ est |                | |             | Image manquante Téléverser                                                          |
| Église de l'Assomption de Clelles                                                   | Clelles                                         |         | 44° 49′ 40″ nord, 5° 37′ 27″ est | « PA00117138 » | Inscrit MH Le clocher                                                                                                | 1977        | Église de l'Assomption de Clelles                                                   |
| Église de Longefonds                                                                | Clelles                                         |         | à géolocaliser                   |                | |             | Image manquante Téléverser                                                          |
| Église Sainte-Marguerite de Clonas-sur-Varèze                                       | Clonas-sur-Varèze                               |         | 45° 24′ 51″ nord, 4° 47′ 29″ est |                | |             | Église Sainte-Marguerite de Clonas-sur-Varèze                                       |
| Église Saint-Laurent de Cognet                                                      | Cognet                                          |         | 44° 52′ 40″ nord, 5° 46′ 44″ est |                | |             | Église Saint-Laurent de Cognet                                                      |
| Église Notre-Dame de Cognin-les-Gorges                                              | Cognin-les-Gorges                               |         | 45° 10′ 15″ nord, 5° 24′ 47″ est |                | |             | Église Notre-Dame de Cognin-les-Gorges                                              |
| Ancienne église Notre-Dame de Cognin-les-Gorges                                     | Cognin-les-Gorges                               |         | 45° 10′ 08″ nord, 5° 24′ 51″ est |                | |             | Ancienne église Notre-Dame de Cognin-les-Gorges                                     |
| Église Saint-Blaise de Colombe                                                      | Colombe                                         |         | 45° 23′ 54″ nord, 5° 26′ 55″ est |                | |             | Église Saint-Blaise de Colombe                                                      |
| Église Saint-Romain de Commelle                                                     | Commelle                                        |         | 45° 25′ 51″ nord, 5° 13′ 55″ est |                | |             | Image manquante Téléverser                                                          |
| Église de la Compassion de Corbelin                                                 | Corbelin                                        |         | 45° 36′ 27″ nord, 5° 32′ 47″ est |                | |             | Image manquante Téléverser                                                          |
| Église Saint-Martin de Cordéac                                                      | Cordéac                                         |         | 44° 49′ 43″ nord, 5° 50′ 30″ est |                | |             | Image manquante Téléverser                                                          |
| Église Sainte-Thérèse de Montfleury                                                 | Corenc                                          |         | 45° 12′ 44″ nord, 5° 45′ 00″ est |                | |             | Image manquante Téléverser                                                          |
| Église Saint-Pierre de Corenc                                                       | Corenc                                          |         | 45° 13′ 10″ nord, 5° 45′ 45″ est |                | |             | Église Saint-Pierre de Corenc                                                       |
| Église Saint-Pierre de Cornillon-en-Trièves                                         | Cornillon-en-Trièves                            |         | 44° 50′ 07″ nord, 5° 42′ 28″ est |                | |             | Image manquante Téléverser                                                          |
| Église Saint-Pierre de Corps                                                        | Corps                                           |         | 44° 49′ 07″ nord, 5° 56′ 50″ est |                | |             | Église Saint-Pierre de Corps                                                        |
| Église de la Sainte-Croix de Corrençon-en-Vercors                                   | Corrençon-en-Vercors                            |         | 45° 01′ 54″ nord, 5° 31′ 40″ est |                | |             | Église de la Sainte-Croix de Corrençon-en-Vercors                                   |
| Église Saint-Pierre de Coublevie                                                    | Coublevie                                       |         | 45° 21′ 19″ nord, 5° 36′ 55″ est |                | |             | Église Saint-Pierre de Coublevie                                                    |
| Église Saint-Martin de Cour-et-Buis                                                 | Cour-et-Buis                                    |         | 45° 26′ 27″ nord, 5° 00′ 19″ est |                | |             | Église Saint-Martin de Cour-et-Buis                                                 |
| Église Saints-Martin-et-Roch de Courtenay                                           | Courtenay                                       |         | 45° 43′ 45″ nord, 5° 22′ 42″ est |                | |             | Église Saints-Martin-et-Roch de Courtenay                                           |
| Église de l'Assomption de Crachier                                                  | Crachier                                        |         | 45° 33′ 03″ nord, 5° 13′ 45″ est |                | |             | Église de l'Assomption de Crachier                                                  |
| Église Saint-Christophe de Cras                                                     | Cras                                            |         | 45° 16′ 06″ nord, 5° 26′ 46″ est |                | |             | Image manquante Téléverser                                                          |
| Église Saint-Pierre de Mépieu                                                       | Creys-Mépieu                                    |         | 45° 44′ 51″ nord, 5° 26′ 52″ est |                | |             | Église Saint-Pierre de Mépieu                                                       |
| Église Saint-Maurice de Creys                                                       | Creys-Mépieu                                    |         | 45° 43′ 40″ nord, 5° 29′ 20″ est |                | |             | Église Saint-Maurice de Creys                                                       |
| Église Saints-Pierre-et-Paul de Crolles                                             | Crolles                                         |         | 45° 17′ 15″ nord, 5° 53′ 10″ est |                | |             | Image manquante Téléverser                                                          |
| Église Saint-Jean-Baptiste de Crémieu                                               | Crémieu                                         |         | 45° 43′ 30″ nord, 5° 15′ 04″ est | « PA00117155 » | Classé MH | 1907        | Église Saint-Jean-Baptiste de Crémieu                                               |
| Église Saint-Jean de Crémieu                                                        | Crémieu                                         |         | 45° 43′ 28″ nord, 5° 15′ 04″ est |                | |             | Église Saint-Jean de Crémieu                                                        |
| Église Saint-Marcel de Crémieu                                                      | Crémieu                                         |         | à géolocaliser                   | « IA38000571 » | |             | Image manquante Téléverser                                                          |
| Église Saint-Pierre de Saint-Pierre-d'Allevard                                      | Crêts en Belledonne                             |         | 45° 22′ 31″ nord, 6° 02′ 48″ est | « PA00117263 » | Classé MH | 1908        | Église Saint-Pierre de Saint-Pierre-d'Allevard                                      |
| Église Saint-Clair de Culin                                                         | Culin                                           |         | 45° 31′ 29″ nord, 5° 15′ 10″ est |                | |             | Église Saint-Clair de Culin                                                         |
| Église Saint-Julien de Dionay                                                       | Dionay                                          |         | 45° 12′ 12″ nord, 5° 13′ 11″ est |                | |             | Église Saint-Julien de Dionay                                                       |
| Église Saint-Martin de Dizimieu                                                     | Dizimieu                                        |         | 45° 43′ 09″ nord, 5° 17′ 48″ est | « IA38000150 » | |             | Image manquante Téléverser                                                          |
| Église Saint-Roch de Diémoz                                                         | Diémoz                                          |         | 45° 35′ 22″ nord, 5° 05′ 40″ est | « PA00117173 » | Inscrit MH | 1980        | Église Saint-Roch de Diémoz                                                         |
| Église Saint-Martin de Doissin                                                      | Doissin                                         |         | 45° 29′ 56″ nord, 5° 25′ 18″ est |                | |             | Église Saint-Martin de Doissin                                                      |
| Église de la Conversion-de-Saint-Paul de Dolomieu                                   | Dolomieu                                        |         | 45° 36′ 42″ nord, 5° 29′ 52″ est |                | |             | Église de la Conversion-de-Saint-Paul de Dolomieu                                   |
| Église Saint-Roch de Domarin                                                        | Domarin                                         |         | 45° 35′ 06″ nord, 5° 14′ 42″ est |                | |             | Église Saint-Roch de Domarin                                                        |
| Prieuré de Domène                                                                   | Domène                                          |         | 45° 12′ 12″ nord, 5° 49′ 59″ est | « PA00117176 » | Classé MH | 1943        | Prieuré de Domène                                                                   |
| Église Saint-Georges de Domène                                                      | Domène                                          |         | 45° 12′ 04″ nord, 5° 50′ 18″ est |                | |             | Église Saint-Georges de Domène                                                      |
| Église de l'Immaculée-Conception d'Eclose                                           | Eclose-Badinières                               |         | 45° 29′ 57″ nord, 5° 17′ 53″ est |                | |             | Image manquante Téléverser                                                          |
| Église Saint-Jean-Baptiste d'Engins                                                 | Engins                                          |         | 45° 10′ 48″ nord, 5° 37′ 00″ est |                | |             | Église Saint-Jean-Baptiste d'Engins                                                 |
| Église Saint-Bruno d'Entre-deux-Guiers                                              | Entre-deux-Guiers                               |         | 45° 25′ 59″ nord, 5° 45′ 16″ est |                | |             | Église Saint-Bruno d'Entre-deux-Guiers                                              |
| Église Saint-Pierre d'Estrablin                                                     | Estrablin                                       |         | 45° 31′ 04″ nord, 4° 57′ 57″ est |                | |             | Église Saint-Pierre d'Estrablin                                                     |
| Église Saint-Christophe d'Eybens                                                    | Eybens                                          |         | 45° 08′ 50″ nord, 5° 45′ 07″ est |                | |             | Église Saint-Christophe d'Eybens                                                    |
| Église Saint-Clair d'Eydoche                                                        | Eydoche                                         |         | 45° 26′ 25″ nord, 5° 19′ 50″ est |                | |             | Image manquante Téléverser                                                          |
| Église Saint-Barthélemy de Chaumont                                                 | Eyzin-Pinet                                     |         | 45° 29′ 58″ nord, 4° 58′ 45″ est |                | |             | Image manquante Téléverser                                                          |
| Église de l'Assomption d'Eyzin-Pinet                                                | Eyzin-Pinet                                     |         | 45° 28′ 22″ nord, 4° 59′ 57″ est |                | |             | Image manquante Téléverser                                                          |
| Église Saint-Joseph de Faramans                                                     | Faramans                                        |         | 45° 54′ 10″ nord, 5° 07′ 31″ est |                | |             | Image manquante Téléverser                                                          |
| Église Saint-Barthélemy de Faverges-de-la-Tour                                      | Faverges-de-la-Tour                             |         | 45° 35′ 32″ nord, 5° 31′ 40″ est |                | |             | Image manquante Téléverser                                                          |
| Église Saint-Pierre de Fitilieu                                                     | Fitilieu                                        |         | 45° 32′ 47″ nord, 5° 33′ 47″ est |                | |             | Église Saint-Pierre de Fitilieu                                                     |
| Église Saint-André de Flachères                                                     | Flachères                                       |         | 45° 28′ 04″ nord, 5° 18′ 54″ est |                | |             | Image manquante Téléverser                                                          |
| Église de la Nativité de la Poyat                                                   | Fontaine                                        |         | 45° 11′ 36″ nord, 5° 40′ 33″ est |                | |             | Église de la Nativité de la Poyat                                                   |
| Église Saint-François-d'Assise de Fontaine                                          | Fontaine                                        |         | 45° 11′ 28″ nord, 5° 41′ 47″ est |                | |             | Image manquante Téléverser                                                          |
| Église Notre-Dame-de-l'Assomption de Fontanil-Cornillon                             | Fontanil-Cornillon                              |         | 45° 15′ 23″ nord, 5° 39′ 54″ est |                | |             | Église Notre-Dame-de-l'Assomption de Fontanil-Cornillon                             |
| Église Saints-Nazaire-et-Celse de Four                                              | Four                                            |         | 45° 35′ 15″ nord, 5° 11′ 42″ est |                | |             | Église Saints-Nazaire-et-Celse de Four                                              |
| Église de l'Immaculée-Conception de Froges                                          | Froges                                          |         | 45° 16′ 23″ nord, 5° 55′ 29″ est |                | |             | Église de l'Immaculée-Conception de Froges                                          |
| Église de l'Assomption du Champ-près-Froges                                         | Froges                                          |         | à géolocaliser                   |                | |             | Image manquante Téléverser                                                          |
| Église Saint-Julien de Frontonas                                                    | Frontonas                                       |         | 45° 38′ 55″ nord, 5° 10′ 59″ est | « IA38000175 » | |             | Église Saint-Julien de Frontonas                                                    |
| Église Saint-Maurice de Gillonnay                                                   | Gillonnay                                       |         | 45° 23′ 45″ nord, 5° 17′ 20″ est |                | |             | Image manquante Téléverser                                                          |
| Église Saint-Marcel de Gières                                                       | Gières                                          |         | 45° 10′ 48″ nord, 5° 47′ 26″ est |                | |             | Église Saint-Marcel de Gières                                                       |
| Église Saint-Didier de Goncelin                                                     | Goncelin                                        |         | 45° 20′ 36″ nord, 5° 58′ 47″ est |                | |             | Église Saint-Didier de Goncelin                                                     |
| Église Saint-Blaise de Granieu                                                      | Granieu                                         |         | 45° 35′ 58″ nord, 5° 35′ 12″ est |                | |             | Église Saint-Blaise de Granieu                                                      |
| Église Saint-Pierre de Grenay                                                       | Grenay                                          |         | 45° 39′ 49″ nord, 5° 04′ 54″ est |                | |             | Église Saint-Pierre de Grenay                                                       |
| Église Saint-Jean de Grenoble                                                       | Grenoble                                        |         | 45° 10′ 50″ nord, 5° 42′ 50″ est | « EA38141239 » | |             | Église Saint-Jean de Grenoble                                                       |
| Basilique Saint-Joseph de Grenoble                                                  | Grenoble                                        |         | 45° 11′ 13″ nord, 5° 43′ 48″ est |                | |             | Basilique Saint-Joseph de Grenoble                                                  |
| Cathédrale Notre-Dame de Grenoble                                                   | Grenoble                                        |         | 45° 11′ 33″ nord, 5° 43′ 56″ est | « PA00117178 » | Classé MH | 1862        | Cathédrale Notre-Dame de Grenoble                                                   |
| Collégiale Saint-André de Grenoble                                                  | Grenoble                                        |         | 45° 11′ 34″ nord, 5° 43′ 41″ est | « PA00117181 » | Classé MH | 2010        | Collégiale Saint-André de Grenoble                                                  |
| Église Saint-Bruno de Grenoble                                                      | Grenoble                                        |         | 45° 11′ 12″ nord, 5° 42′ 51″ est |                | |             | Église Saint-Bruno de Grenoble                                                      |
| Église Saint-Louis de Grenoble                                                      | Grenoble                                        |         | 45° 11′ 23″ nord, 5° 43′ 33″ est | « PA00117183 » | Inscrit MH | 1974        | Église Saint-Louis de Grenoble                                                      |
| Église Saint-Luc de Grenoble                                                        | Grenoble                                        |         | 45° 11′ 48″ nord, 5° 44′ 14″ est |                | |             | Église Saint-Luc de Grenoble                                                        |
| Église Saint-Joseph de Grenoble                                                     | Grenoble                                        |         | 45° 11′ 12″ nord, 5° 43′ 49″ est |                | |             | Église Saint-Joseph de Grenoble                                                     |
| Basilique du Sacré-Cœur de Grenoble                                                 | Grenoble                                        |         | 45° 11′ 30″ nord, 5° 42′ 59″ est |                | |             | Basilique du Sacré-Cœur de Grenoble                                                 |
| Église Saint-Augustin de Grenoble                                                   | Grenoble                                        |         | 45° 10′ 42″ nord, 5° 44′ 42″ est |                | |             | Image manquante Téléverser                                                          |
| Église Saint-François-de-Sales de Grenoble                                          | Grenoble                                        |         | 45° 10′ 35″ nord, 5° 44′ 04″ est |                | |             | Église Saint-François-de-Sales de Grenoble                                          |
| Église Saint-Hugues de Grenoble                                                     | Grenoble                                        |         | 45° 11′ 39″ nord, 5° 43′ 54″ est |                | |             | Image manquante Téléverser                                                          |
| Église Saint-Jacques de Grenoble                                                    | Grenoble                                        |         | 45° 10′ 47″ nord, 5° 43′ 31″ est |                | |             | Image manquante Téléverser                                                          |
| Église Notre-Dame-Réconciliatrice                                                   | Grenoble                                        |         | 45° 11′ 23″ nord, 5° 44′ 11″ est |                | |             | Église Notre-Dame-Réconciliatrice                                                   |
| Église Saint-Paul de la Capuche                                                     | Grenoble                                        |         | 45° 10′ 16″ nord, 5° 43′ 21″ est |                | |             | Image manquante Téléverser                                                          |
| Église Saint-Pierre de Grenoble                                                     | Grenoble                                        |         | 45° 10′ 10″ nord, 5° 42′ 42″ est |                | |             | Image manquante Téléverser                                                          |
| Église Saint-Vincent-de-Paul de Grenoble                                            | Grenoble                                        |         | 45° 11′ 04″ nord, 5° 43′ 22″ est |                | |             | Église Saint-Vincent-de-Paul de Grenoble                                            |
| Église Saint-Barthélemy de Gresse-en-Vercors                                        | Gresse-en-Vercors                               |         | 44° 54′ 08″ nord, 5° 34′ 01″ est |                | |             | Église Saint-Barthélemy de Gresse-en-Vercors                                        |
| Église Saint-Victor-et-Saint-Ours d'Herbeys                                         | Herbeys                                         |         | 45° 08′ 21″ nord, 5° 47′ 36″ est |                | |             | Église Saint-Victor-et-Saint-Ours d'Herbeys                                         |
| Église de l'Assomption d'Heyrieux                                                   | Heyrieux                                        |         | 45° 37′ 48″ nord, 5° 03′ 44″ est |                | |             | Église de l'Assomption d'Heyrieux                                                   |
| Église Saint-Pierre d'Hières-sur-Amby                                               | Hières-sur-Amby                                 |         | 45° 47′ 49″ nord, 5° 17′ 35″ est | « IA38000219 » | |             | Église Saint-Pierre d'Hières-sur-Amby                                               |
| Église Notre-Dame des Neiges, Alpe d'Huez                                           | Huez                                            |         | 45° 05′ 24″ nord, 6° 04′ 10″ est |                | |             | Église Notre-Dame des Neiges, Alpe d'Huez                                           |
| Église Sainte-Anne d'Huez                                                           | Huez                                            |         | 45° 04′ 51″ nord, 6° 03′ 27″ est |                | |             | Église Sainte-Anne d'Huez                                                           |
| Église Saint-Ferréol d'Huez                                                         | Huez                                            |         | 45° 05′ 30″ nord, 6° 04′ 04″ est |                | |             | Église Saint-Ferréol d'Huez                                                         |
| Église Saints-Jacques-et-Christophe d'Hurtières                                     | Hurtières                                       |         | 45° 17′ 15″ nord, 5° 58′ 09″ est |                | |             | Image manquante Téléverser                                                          |
| Église Saint-Benoît d'Izeaux                                                        | Izeaux                                          |         | 45° 20′ 02″ nord, 5° 25′ 28″ est |                | |             | Église Saint-Benoît d'Izeaux                                                        |
| Église Saint-Jean-Baptiste d'Izeron                                                 | Izeron                                          |         | 45° 08′ 48″ nord, 5° 22′ 41″ est |                | |             | Église Saint-Jean-Baptiste d'Izeron                                                 |
| Église de Janneyrias                                                                | Janneyrias                                      |         | 45° 45′ 05″ nord, 5° 06′ 28″ est |                | |             | Église de Janneyrias                                                                |
| Église Saint-Pierre-aux-Liens de Jarcieu                                            | Jarcieu                                         |         | 45° 19′ 58″ nord, 4° 56′ 53″ est |                | |             | Église Saint-Pierre-aux-Liens de Jarcieu                                            |
| Église Saint-Théodore de Jardin                                                     | Jardin                                          |         | 45° 29′ 48″ nord, 4° 54′ 30″ est |                | |             | Église Saint-Théodore de Jardin                                                     |
| Église dite la Vieille-église de Jardin                                             | Jardin                                          |         | 45° 29′ 16″ nord, 4° 54′ 28″ est |                | |             | Image manquante Téléverser                                                          |
| Église Jésus-Ouvrier de Jarrie                                                      | Jarrie                                          |         | 45° 06′ 54″ nord, 5° 45′ 27″ est |                | |             | Église Jésus-Ouvrier de Jarrie                                                      |
| Église priorale de la Nativité-de-Notre-Dame des Charbonnaux                        | Jarrie                                          |         | 45° 06′ 04″ nord, 5° 44′ 20″ est |                | |             | Église priorale de la Nativité-de-Notre-Dame des Charbonnaux                        |
| Église Saint-Étienne de Jarrie                                                      | Jarrie                                          |         | 45° 06′ 44″ nord, 5° 45′ 56″ est |                | |             | Église Saint-Étienne de Jarrie                                                      |
| Église de l'Assomption de L'Albenc                                                  | L'Albenc                                        |         | 45° 13′ 23″ nord, 5° 26′ 24″ est |                | |             | Image manquante Téléverser                                                          |
| Église Saint-Pierre de L'Isle-d'Abeau                                               | L'Isle-d'Abeau                                  |         | 45° 37′ 31″ nord, 5° 13′ 32″ est |                | |             | Église Saint-Pierre de L'Isle-d'Abeau                                               |
| Église Saint-Pierre de La Balme-les-Grottes                                         | La Balme-les-Grottes                            |         | 45° 51′ 02″ nord, 5° 20′ 15″ est | « IA38000115 » | |             | Image manquante Téléverser                                                          |
| Église Saint-Martin de La Buisse                                                    | La Buisse                                       |         | 45° 20′ 06″ nord, 5° 37′ 23″ est | « PA00117130 » | Inscrit MH Le clocher                                                                                                | 1983        | Église Saint-Martin de La Buisse                                                    |
| Église Saint-Jean-Baptiste de La Buissière                                          | La Buissière                                    |         | 45° 24′ 16″ nord, 5° 58′ 45″ est |                | |             | Église Saint-Jean-Baptiste de La Buissière                                          |
| Église Saint-Pierre de La Bâtie-Divisin                                             | La Bâtie-Divisin                                |         | 45° 30′ 37″ nord, 5° 36′ 00″ est |                | |             | Église Saint-Pierre de La Bâtie-Divisin                                             |
| Église Saint-Symphorien de La Bâtie-Montgascon                                      | La Bâtie-Montgascon                             |         | 45° 34′ 41″ nord, 5° 31′ 45″ est |                | |             | Église Saint-Symphorien de La Bâtie-Montgascon                                      |
| Église Saint-Jacques de La Chapelle-de-Surieu                                       | La Chapelle-de-Surieu                           |         | 45° 23′ 46″ nord, 4° 54′ 20″ est |                | |             | Église Saint-Jacques de La Chapelle-de-Surieu                                       |
| Église de l'Assomption de La Chapelle-de-la-Tour                                    | La Chapelle-de-la-Tour                          |         | 45° 35′ 06″ nord, 5° 28′ 00″ est |                | |             | Image manquante Téléverser                                                          |
| Église Saint-Blaise de La Chapelle-du-Bard                                          | La Chapelle-du-Bard                             |         | 45° 25′ 24″ nord, 6° 05′ 46″ est |                | |             | Image manquante Téléverser                                                          |
| Église de la Nativité-de-Notre-Dame de La Combe-de-Lancey                           | La Combe-de-Lancey                              |         | 45° 13′ 39″ nord, 5° 53′ 51″ est |                | |             | Église de la Nativité-de-Notre-Dame de La Combe-de-Lancey                           |
| Église Saint-André de La Côte-Saint-André                                           | La Côte-Saint-André                             |         | 45° 23′ 41″ nord, 5° 15′ 29″ est | « PA00117142 » | Inscrit MH | 1982        | Église Saint-André de La Côte-Saint-André                                           |
| Église Saint-Camille de La Côte-Saint-André                                         | La Côte-Saint-André                             |         | 45° 23′ 37″ nord, 5° 16′ 03″ est |                | |             | Image manquante Téléverser                                                          |
| Église Saint-Maximin de La Ferrière                                                 | La Ferrière                                     |         | 45° 19′ 08″ nord, 6° 05′ 15″ est |                | |             | Image manquante Téléverser                                                          |
| Église Saint-Philibert de La Flachère                                               | La Flachère                                     |         | 45° 23′ 51″ nord, 5° 57′ 41″ est |                | |             | Église Saint-Philibert de La Flachère                                               |
| Église Saint-Pierre-ès-Liens de La Forteresse                                       | La Forteresse                                   |         | 45° 17′ 43″ nord, 5° 24′ 11″ est |                | |             | Église Saint-Pierre-ès-Liens de La Forteresse                                       |
| Église Saint-Ours de La Frette                                                      | La Frette                                       |         | 45° 23′ 35″ nord, 5° 21′ 28″ est |                | |             | Image manquante Téléverser                                                          |
| Église Saint-Pierre de La Garde-en-Oisans                                           | La Garde                                        |         | 45° 04′ 02″ nord, 6° 02′ 40″ est |                | |             | Église Saint-Pierre de La Garde-en-Oisans                                           |
| Église Saint-Martin de La Motte-Saint-Martin                                        | La Motte-Saint-Martin                           |         | 44° 57′ 00″ nord, 5° 43′ 12″ est |                | |             | Image manquante Téléverser                                                          |
| Église Saint-Pierre de La Motte-d'Aveillans                                         | La Motte-d'Aveillans                            |         | 44° 57′ 32″ nord, 5° 44′ 44″ est |                | |             | Église Saint-Pierre de La Motte-d'Aveillans                                         |
| Église de l'Assomption de La Mure                                                   | La Mure                                         |         | 44° 54′ 21″ nord, 5° 47′ 18″ est |                | |             | Église de l'Assomption de La Mure                                                   |
| Église Saint-Pierre-Julien-Eymard de La Mure                                        | La Mure                                         |         | 44° 54′ 25″ nord, 5° 47′ 22″ est |                | |             | Image manquante Téléverser                                                          |
| Église Saint-Martin de La Murette                                                   | La Murette                                      |         | 45° 22′ 53″ nord, 5° 32′ 31″ est |                | |             | Église Saint-Martin de La Murette                                                   |
| Église Saint-Pierre de La Pierre                                                    | La Pierre                                       |         | 45° 17′ 23″ nord, 5° 56′ 47″ est |                | |             | Église Saint-Pierre de La Pierre                                                    |
| Église Saint-Joseph de La Rivière                                                   | La Rivière                                      |         | 45° 14′ 08″ nord, 5° 30′ 32″ est |                | |             | Église Saint-Joseph de La Rivière                                                   |
| Église Saint-Julien de La Salette-Fallavaux                                         | La Salette-Fallavaux                            |         | 44° 50′ 07″ nord, 5° 57′ 52″ est |                | |             | Église Saint-Julien de La Salette-Fallavaux                                         |
| Basilique Notre-Dame-de-la-Salette                                                  | La Salette-Fallavaux                            |         | 44° 51′ 32″ nord, 5° 58′ 43″ est |                | |             | Basilique Notre-Dame-de-la-Salette                                                  |
| Église Saint-Michel de La Salette-Fallavaux                                         | La Salette-Fallavaux                            |         | 44° 50′ 28″ nord, 5° 58′ 30″ est |                | |             | Image manquante Téléverser                                                          |
| Église de Dorcières                                                                 | La Salette-Fallavaux                            |         | 44° 51′ 02″ nord, 5° 58′ 32″ est |                | |             | Église de Dorcières                                                                 |
| Église des Pras                                                                     | La Salette-Fallavaux                            |         | 44° 49′ 53″ nord, 5° 58′ 52″ est |                | |             | Église des Pras                                                                     |
| Église Notre-Dame-de-l'Assomption de La Salle-en-Beaumont                           | La Salle-en-Beaumont                            |         | 44° 51′ 55″ nord, 5° 51′ 47″ est |                | |             | Église Notre-Dame-de-l'Assomption de La Salle-en-Beaumont                           |
| Église Saint-Pierre de La Sône                                                      | La Sône                                         |         | 45° 06′ 36″ nord, 5° 16′ 35″ est |                | |             | Église Saint-Pierre de La Sône                                                      |
| Église Saint-Aupre de La Terrasse                                                   | La Terrasse                                     |         | 45° 19′ 36″ nord, 5° 56′ 15″ est |                | |             | Église Saint-Aupre de La Terrasse                                                   |
| Église de l'Assomption de La Tour-du-Pin                                            | La Tour-du-Pin                                  |         | 45° 33′ 48″ nord, 5° 26′ 55″ est |                | |             | Église de l'Assomption de La Tour-du-Pin                                            |
| Église Notre-Dame-du-Rosaire de La Tronche                                          | La Tronche                                      |         | 45° 12′ 09″ nord, 5° 45′ 11″ est |                | |             | Image manquante Téléverser                                                          |
| Église Saint-Ferjus de La Tronche                                                   | La Tronche                                      |         | 45° 12′ 19″ nord, 5° 44′ 38″ est |                | |             | Église Saint-Ferjus de La Tronche                                                   |
| Église Saint-Pierre de La Valette                                                   | La Valette                                      |         | 44° 56′ 32″ nord, 5° 51′ 21″ est |                | |             | Église Saint-Pierre de La Valette                                                   |
| Église Saint-Barthélemy de La Valette                                               | La Valette                                      |         | 44° 56′ 32″ nord, 5° 51′ 25″ est |                | |             | Image manquante Téléverser                                                          |
| Église Saint-Denys de La Verpillière                                                | La Verpillière                                  |         | 45° 38′ 03″ nord, 5° 08′ 51″ est |                | |             | Église Saint-Denys de La Verpillière                                                |
| Église templière du Saint-Esprit de Laffrey                                         | Laffrey                                         |         | 45° 01′ 27″ nord, 5° 46′ 23″ est |                | |             | Église templière du Saint-Esprit de Laffrey                                         |
| Église de la Visitation de Lalley                                                   | Lalley                                          |         | 44° 45′ 29″ nord, 5° 40′ 31″ est |                | |             | Église de la Visitation de Lalley                                                   |
| Église Saint-Barthélemy de Lans-en-Vercors                                          | Lans-en-Vercors                                 |         | 45° 07′ 40″ nord, 5° 35′ 22″ est | « PA00117209 » | Inscrit MH Le clocher                                                                                                | 1929        | Église Saint-Barthélemy de Lans-en-Vercors                                          |
| Église Saint-Étienne de Laval-en-Belledonne                                         | Laval-en-Belledonne                             |         | 45° 15′ 12″ nord, 5° 56′ 03″ est | « PA00117210 » | Inscrit MH L'église en totalité, à l'exception de la partie classée ; Classé MH La chapelle des Alleman, en totalité | 2009 ; 2010 | Église Saint-Étienne de Laval-en-Belledonne                                         |
| Église Saint-Antoine de Moulin-Vieux                                                | Lavaldens                                       |         | 45° 00′ 37″ nord, 5° 52′ 48″ est |                | |             | Image manquante Téléverser                                                          |
| Église Saint-Christophe de Lavaldens                                                | Lavaldens                                       |         | 44° 58′ 56″ nord, 5° 53′ 12″ est |                | |             | Église Saint-Christophe de Lavaldens                                                |
| Église de la Nativité-de-Notre-Dame de Lavars                                       | Lavars                                          |         | 44° 50′ 57″ nord, 5° 40′ 20″ est |                | |             | Image manquante Téléverser                                                          |
| Église Saint-Julien du Bouchage                                                     | Le Bouchage                                     |         | 45° 40′ 16″ nord, 5° 31′ 32″ est |                | |             | Église Saint-Julien du Bouchage                                                     |
| Église Saint-Claude de la Tête des Sables                                           | Le Bourg-d'Oisans                               |         | 45° 05′ 33″ nord, 6° 00′ 39″ est |                | |             | Église Saint-Claude de la Tête des Sables                                           |
| Église Saint-Laurent du Bourg-d'Oisans                                              | Le Bourg-d'Oisans                               |         | 45° 03′ 07″ nord, 6° 01′ 44″ est |                | |             | Image manquante Téléverser                                                          |
| Église de l'Assomption de Champ-le-Haut                                             | Le Champ-près-Froges                            |         | 45° 16′ 46″ nord, 5° 56′ 24″ est |                | |             | Église de l'Assomption de Champ-le-Haut                                             |
| Église Saint-Martin du Cheylas                                                      | Le Cheylas                                      |         | 45° 22′ 17″ nord, 5° 59′ 36″ est |                | |             | Image manquante Téléverser                                                          |
| Église Saint-Arey du Freney-d'Oisans                                                | Le Freney-d'Oisans                              |         | 45° 02′ 43″ nord, 6° 07′ 16″ est |                | |             | Église Saint-Arey du Freney-d'Oisans                                                |
| Église Saint-Jean-Baptiste du Grand-Lemps                                           | Le Grand-Lemps                                  |         | 45° 23′ 56″ nord, 5° 25′ 06″ est |                | |             | Église Saint-Jean-Baptiste du Grand-Lemps                                           |
| Église Saint-André de Prélenfrey                                                    | Le Gua                                          |         | 45° 01′ 01″ nord, 5° 36′ 49″ est |                | |             | Église Saint-André de Prélenfrey                                                    |
| Église Saint-Barthélemy de Saint-Barthélemy-du-Gua                                  | Le Gua                                          |         | 44° 59′ 59″ nord, 5° 37′ 47″ est |                | |             | Église Saint-Barthélemy de Saint-Barthélemy-du-Gua                                  |
| Église Saint-François-de-Sales des Saillants                                        | Le Gua                                          |         | 45° 01′ 21″ nord, 5° 38′ 40″ est |                | |             | Église Saint-François-de-Sales des Saillants                                        |
| Église Saint-Pierre du Monestier-du-Percy                                           | Le Monestier-du-Percy                           |         | 44° 47′ 40″ nord, 5° 39′ 32″ est |                | |             | Église Saint-Pierre du Monestier-du-Percy                                           |
| Église Saint-Jean-Baptiste du Moutaret                                              | Le Moutaret                                     |         | 45° 25′ 58″ nord, 6° 05′ 21″ est |                | |             | Église Saint-Jean-Baptiste du Moutaret                                              |
| Église Saint-Étienne du Passage                                                     | Le Passage                                      |         | 45° 31′ 45″ nord, 5° 30′ 53″ est |                | |             | Image manquante Téléverser                                                          |
| Église Saint-Christophe du Pin                                                      | Le Pin                                          |         | 45° 27′ 25″ nord, 5° 30′ 18″ est |                | |             | Église Saint-Christophe du Pin                                                      |
| Église Saint-Clément de Pont-de-Beauvoisin                                          | Le Pont-de-Beauvoisin                           |         | 45° 32′ 11″ nord, 5° 40′ 12″ est |                | |             | Église Saint-Clément de Pont-de-Beauvoisin                                          |
| Église Saint-Étienne du Pont-de-Claix                                               | Le Pont-de-Claix                                |         | 45° 07′ 12″ nord, 5° 42′ 05″ est |                | |             | Église Saint-Étienne du Pont-de-Claix                                               |
| Église de la Résurrection du Pont-de-Claix                                          | Le Pont-de-Claix                                |         | 45° 07′ 55″ nord, 5° 41′ 45″ est |                | |             | Image manquante Téléverser                                                          |
| Église Saint-Jean-Baptiste du Péage-de-Roussillon                                   | Le Péage-de-Roussillon                          |         | 45° 22′ 25″ nord, 4° 47′ 51″ est |                | |             | Église Saint-Jean-Baptiste du Péage-de-Roussillon                                   |
| Église Saint-Vincent du Périer                                                      | Le Périer                                       |         | 44° 56′ 08″ nord, 5° 58′ 25″ est |                | |             | Image manquante Téléverser                                                          |
| Église du Sappey-en-Chartreuse                                                      | Le Sappey-en-Chartreuse                         |         | 45° 15′ 37″ nord, 5° 46′ 40″ est |                | |             | Église du Sappey-en-Chartreuse                                                      |
| Église Saint-Didier du Touvet                                                       | Le Touvet                                       |         | 45° 21′ 29″ nord, 5° 57′ 09″ est |                | |             | Église Saint-Didier du Touvet                                                       |
| Église Saint-Laurent du Versoud                                                     | Le Versoud                                      |         | 45° 12′ 51″ nord, 5° 51′ 45″ est |                | |             | Église Saint-Laurent du Versoud                                                     |
| Église Saint-Jacques-le-Majeur de Lentiol                                           | Lentiol                                         |         | 45° 17′ 59″ nord, 5° 06′ 47″ est |                | |             | Église Saint-Jacques-le-Majeur de Lentiol                                           |
| Église de l'Assomption des Abrets                                                   | Les Abrets                                      |         | 45° 32′ 05″ nord, 5° 35′ 12″ est |                | |             | Image manquante Téléverser                                                          |
| Église Saint-André des Adrets                                                       | Les Adrets                                      |         | 45° 16′ 18″ nord, 5° 57′ 53″ est |                | |             | Image manquante Téléverser                                                          |
| Église Saint-Just de Buvin                                                          | Les Avenières                                   |         | 45° 39′ 06″ nord, 5° 32′ 38″ est |                | |             | Image manquante Téléverser                                                          |
| Église Saints-Pierre-et-Paul des Avenières                                          | Les Avenières                                   |         | 45° 38′ 10″ nord, 5° 33′ 44″ est |                | |             | Église Saints-Pierre-et-Paul des Avenières                                          |
| Église Saint-Martin des Côtes-d'Arey                                                | Les Côtes-d'Arey                                |         | 45° 27′ 23″ nord, 4° 52′ 05″ est |                | |             | Église Saint-Martin des Côtes-d'Arey                                                |
| Église Saint-Jean-Baptiste des Côtes-de-Corps                                       | Les Côtes-de-Corps                              |         | 44° 49′ 54″ nord, 5° 55′ 19″ est |                | |             | Église Saint-Jean-Baptiste des Côtes-de-Corps                                       |
| Église de l'Assomption des Deux Alpes                                               | Les Deux Alpes                                  |         | à géolocaliser                   |                | |             | Image manquante Téléverser                                                          |
| Église Saint-Nicolas des Roches-de-Condrieu                                         | Les Roches-de-Condrieu                          |         | 45° 27′ 15″ nord, 4° 46′ 16″ est |                | |             | Image manquante Téléverser                                                          |
| Église Saint-Pierre-et-Saint-Didier des Éparres                                     | Les Éparres                                     |         | 45° 32′ 00″ nord, 5° 17′ 33″ est |                | |             | Église Saint-Pierre-et-Saint-Didier des Éparres                                     |
| Église Saint-Jean-l'Évangéliste de Leyrieu                                          | Leyrieu                                         |         | 45° 45′ 26″ nord, 5° 15′ 29″ est | « IA38000073 » | |             | Église Saint-Jean-l'Évangéliste de Leyrieu                                          |
| Église Saint-Joseph de Lieudieu                                                     | Lieudieu                                        |         | à géolocaliser                   |                | |             | Église Saint-Joseph de Lieudieu                                                     |
| Église de Livet                                                                     | Livet-et-Gavet                                  |         | 45° 06′ 30″ nord, 5° 56′ 11″ est |                | |             | Église de Livet                                                                     |
| Église Saints-Pierre-et-Paul de Longechenal                                         | Longechenal                                     |         | 45° 25′ 04″ nord, 5° 20′ 50″ est |                | |             | Église Saints-Pierre-et-Paul de Longechenal                                         |
| Église Sainte-Madeleine de Lumbin                                                   | Lumbin                                          |         | 45° 18′ 23″ nord, 5° 54′ 48″ est |                | |             | Église Sainte-Madeleine de Lumbin                                                   |
| Église Saint-Louis de Luzinay                                                       | Luzinay                                         |         | 45° 35′ 23″ nord, 4° 57′ 14″ est |                | |             | Église Saint-Louis de Luzinay                                                       |
| Église Notre-Dame de Malleval-en-Vercors                                            | Malleval-en-Vercors                             |         | 45° 08′ 52″ nord, 5° 26′ 21″ est |                | |             | Église Notre-Dame de Malleval-en-Vercors                                            |
| Église Saint-Christophe de Marcieu                                                  | Marcieu                                         |         | 44° 55′ 18″ nord, 5° 41′ 21″ est |                | |             | Image manquante Téléverser                                                          |
| Église Saint-Nicolas de Marcilloles                                                 | Marcilloles                                     |         | 45° 20′ 25″ nord, 5° 11′ 01″ est |                | |             | Église Saint-Nicolas de Marcilloles                                                 |
| Église Saint-Laurent de Marcollin                                                   | Marcollin                                       |         | 45° 18′ 19″ nord, 5° 05′ 12″ est |                | |             | Image manquante Téléverser                                                          |
| Église Saint-Pierre de Marnans                                                      | Marnans                                         |         | 45° 17′ 39″ nord, 5° 14′ 11″ est | « PA00117212 » | Classé MH | 1846        | Église Saint-Pierre de Marnans                                                      |
| Église Saints-Pierre-et-Paul de Massieu                                             | Massieu                                         |         | 45° 26′ 25″ nord, 5° 35′ 52″ est |                | |             | Image manquante Téléverser                                                          |
| Église Saint-Bonaventure de Paternos                                                | Maubec                                          |         | 45° 33′ 46″ nord, 5° 15′ 57″ est |                | |             | Église Saint-Bonaventure de Paternos                                                |
| Église Saint-Jean-Baptiste de Mayres                                                | Mayres-Savel                                    |         | 44° 52′ 28″ nord, 5° 43′ 20″ est | « PA00117213 » | Classé MH Le clocher et les corniches de la nef ; Inscrit MH L'église                                                | 1919 ; 2021 | Église Saint-Jean-Baptiste de Mayres                                                |
| Église de l'Assomption de Mens                                                      | Mens                                            |         | 44° 49′ 07″ nord, 5° 45′ 06″ est | « PA00117215 » | Inscrit MH | 1987        | Église de l'Assomption de Mens                                                      |
| Église Notre-Dame de la Chapelle-de-Merlas                                          | Merlas                                          |         | 45° 27′ 10″ nord, 5° 40′ 38″ est |                | |             | Image manquante Téléverser                                                          |
| Église Saint-Ferréol de Merlas                                                      | Merlas                                          |         | 45° 26′ 45″ nord, 5° 39′ 44″ est |                | |             | Église Saint-Ferréol de Merlas                                                      |
| Église Notre-Dame de la Plaine-Fleurie                                              | Meylan                                          |         | 45° 26′ 45″ nord, 5° 45′ 52″ est |                | |             | Image manquante Téléverser                                                          |
| Église Saint-Victor de Meylan                                                       | Meylan                                          |         | 45° 13′ 42″ nord, 5° 47′ 22″ est |                | |             | Église Saint-Victor de Meylan                                                       |
| Église Saint-Clair de Meyrieu-les-Étangs                                            | Meyrieu-les-Étangs                              |         | 45° 30′ 53″ nord, 5° 12′ 06″ est |                | |             | Église Saint-Clair de Meyrieu-les-Étangs                                            |
| Église Notre-Dame-et-Saint-Clair de Meyrié                                          | Meyrié                                          |         | 45° 33′ 31″ nord, 5° 17′ 10″ est |                | |             | Église Notre-Dame-et-Saint-Clair de Meyrié                                          |
| Église Saint-André de Meyssiez                                                      | Meyssiez                                        |         | 45° 28′ 08″ nord, 5° 03′ 20″ est |                | |             | Église Saint-André de Meyssiez                                                      |
| Église Sainte-Marguerite de Miribel-Lanchâtre                                       | Miribel-Lanchâtre                               |         | 44° 58′ 31″ nord, 5° 37′ 11″ est |                | |             | Église Sainte-Marguerite de Miribel-Lanchâtre                                       |
| Église Saint-Maurice de Miribel-les-Échelles                                        | Miribel-les-Échelles                            |         | 45° 25′ 42″ nord, 5° 42′ 28″ est |                | |             | Église Saint-Maurice de Miribel-les-Échelles                                        |
| Église Saint-Jacques-et-Saint-Christophe de Mizoën                                  | Mizoën                                          |         | 45° 02′ 59″ nord, 6° 08′ 28″ est |                | |             | Église Saint-Jacques-et-Saint-Christophe de Mizoën                                  |
| Église Saint-Jean-et-Saint-Maximin de Moidieu-Détourbe                              | Moidieu-Détourbe                                |         | 45° 30′ 47″ nord, 5° 01′ 04″ est |                | |             | Église Saint-Jean-et-Saint-Maximin de Moidieu-Détourbe                              |
| Église Saint-Pierre de Moirans                                                      | Moirans                                         |         | 45° 19′ 34″ nord, 5° 33′ 58″ est | « PA00117221 » | Classé MH | 1984        | Église Saint-Pierre de Moirans                                                      |
| Église Saint-Pierre-et-Saint-Paul de Moirans                                        | Moirans                                         |         | 45° 19′ 31″ nord, 5° 33′ 54″ est |                | |             | Église Saint-Pierre-et-Saint-Paul de Moirans                                        |
| Église Saint-Didier de Moissieu-sur-Dolon                                           | Moissieu-sur-Dolon                              |         | 45° 23′ 11″ nord, 4° 59′ 20″ est |                | |             | Image manquante Téléverser                                                          |
| Église de l'Exaltation-de-la-Sainte-Croix de Monestier-d'Ambel                      | Monestier-d'Ambel                               |         | 44° 46′ 43″ nord, 5° 55′ 34″ est |                | |             | Image manquante Téléverser                                                          |
| Église Saint-Pierre de Monestier-de-Clermont                                        | Monestier-de-Clermont                           |         | 44° 55′ 08″ nord, 5° 38′ 10″ est |                | |             | Église Saint-Pierre de Monestier-de-Clermont                                        |
| Église Saint-Laurent de Monsteroux-Milieu                                           | Monsteroux-Milieu                               |         | 45° 25′ 47″ nord, 4° 56′ 43″ est | « PA00117223 » | Classé MH | 1976        | Image manquante Téléverser                                                          |
| Église Saint-Martin de Mont-Saint-Martin (Isère)                                    | Mont-Saint-Martin                               |         | 45° 16′ 16″ nord, 5° 40′ 26″ est |                | |             | Église Saint-Martin de Mont-Saint-Martin (Isère)                                    |
| Église Sainte-Marie de Montagne                                                     | Montagne                                        |         | 45° 08′ 27″ nord, 5° 11′ 30″ est |                | |             | Église Sainte-Marie de Montagne                                                     |
| Église Saint-Pierre de Montagnieu                                                   | Montagnieu                                      |         | 45° 31′ 30″ nord, 5° 27′ 09″ est |                | |             | Église Saint-Pierre de Montagnieu                                                   |
| Église Saint-Louis de Montalieu-Vercieu                                             | Montalieu-Vercieu                               |         | 45° 48′ 50″ nord, 5° 24′ 12″ est |                | |             | Image manquante Téléverser                                                          |
| Église Sainte-Madeleine de Montaud                                                  | Montaud                                         |         | 45° 15′ 46″ nord, 5° 33′ 41″ est |                | |             | Église Sainte-Madeleine de Montaud                                                  |
| Église Saint-Nicolas de Montbonnot-Saint-Martin                                     | Montbonnot-Saint-Martin                         |         | 45° 13′ 34″ nord, 5° 48′ 05″ est |                | |             | Image manquante Téléverser                                                          |
| Église Saint-François-de-Sales de Montcarra                                         | Montcarra                                       |         | 45° 36′ 45″ nord, 5° 23′ 40″ est |                | |             | Église Saint-François-de-Sales de Montcarra                                         |
| Église Sainte-Agnès de Monteynard                                                   | Monteynard                                      |         | 44° 57′ 56″ nord, 5° 42′ 00″ est |                | |             | Image manquante Téléverser                                                          |
| Église de l'Assomption de Montfalcon                                                | Montfalcon                                      |         | 45° 15′ 15″ nord, 5° 10′ 19″ est |                | |             | Image manquante Téléverser                                                          |
| Église Saint-Didier dite aussi Notre-Dame-de-la-Vouise de Montferrat                | Montferrat                                      |         | 45° 29′ 22″ nord, 5° 35′ 33″ est |                | |             | Église Saint-Didier dite aussi Notre-Dame-de-la-Vouise de Montferrat                |
| Église Sainte-Thérèse-de-l'Enfant-Jésus de Montrevel                                | Montrevel                                       |         | 45° 28′ 45″ nord, 5° 24′ 12″ est |                | |             | Église Sainte-Thérèse-de-l'Enfant-Jésus de Montrevel                                |
| Église Saint-Martin de Montseveroux                                                 | Montseveroux                                    |         | 45° 25′ 46″ nord, 4° 58′ 16″ est | « PA00117227 » | Inscrit MH L'abside et le transept à l'exclusion du clocher                                                          | 1979        | Église Saint-Martin de Montseveroux                                                 |
| Église Saint-Christophe de Moras                                                    | Moras                                           |         | 45° 41′ 18″ nord, 5° 15′ 26″ est | « IA38000060 » | |             | Église Saint-Christophe de Moras                                                    |
| Église Saint-Symphorien de Morestel                                                 | Morestel                                        |         | 45° 40′ 35″ nord, 5° 28′ 12″ est | « PA00117229 » | Inscrit MH L'église à l'exclusion du clocher                                                                         | 1972        | Église Saint-Symphorien de Morestel                                                 |
| Église Saint-Julien de Morette                                                      | Morette                                         |         | 45° 17′ 12″ nord, 5° 26′ 57″ est |                | |             | Image manquante Téléverser                                                          |
| Église Saint-Michel de Morêtel-de-Mailles                                           | Morêtel-de-Mailles                              |         | 45° 22′ 01″ nord, 6° 01′ 01″ est |                | |             | Église Saint-Michel de Morêtel-de-Mailles                                           |
| Église Saint-Nicolas de Mottier                                                     | Mottier                                         |         | 45° 25′ 15″ nord, 5° 18′ 50″ est |                | |             | Église Saint-Nicolas de Mottier                                                     |
| Église Saint-Félix de Murianette                                                    | Murianette                                      |         | 45° 11′ 32″ nord, 5° 49′ 02″ est |                | |             | Église Saint-Félix de Murianette                                                    |
| Église Saint-Jean-l'Évangéliste de Murinais                                         | Murinais                                        |         | 45° 12′ 48″ nord, 5° 18′ 54″ est |                | |             | Église Saint-Jean-l'Évangéliste de Murinais                                         |
| Église Saint-Pierre-et-Saint-Paul de Méaudre                                        | Méaudre                                         |         | 45° 07′ 34″ nord, 5° 31′ 38″ est |                | |             | Église Saint-Pierre-et-Saint-Paul de Méaudre                                        |
| Église Saint-Georges de Nantes-en-Ratier                                            | Nantes-en-Ratier                                |         | 44° 56′ 07″ nord, 5° 49′ 30″ est |                | |             | Image manquante Téléverser                                                          |
| Église Saint-Martin de Nantoin                                                      | Nantoin                                         |         | 45° 26′ 07″ nord, 5° 16′ 10″ est |                | |             | Image manquante Téléverser                                                          |
| Église de Nivolas                                                                   | Nivolas-Vermelle                                |         | 45° 33′ 15″ nord, 5° 18′ 00″ est |                | |             | Église de Nivolas                                                                   |
| Église Saint-Blaise de Nivolas-Vermelle                                             | Nivolas-Vermelle                                |         | 45° 33′ 15″ nord, 5° 18′ 00″ est |                | |             | Église Saint-Blaise de Nivolas-Vermelle                                             |
| Église Notre-Dame de Notre-Dame-de-Commiers                                         | Notre-Dame-de-Commiers                          |         | 45° 00′ 38″ nord, 5° 41′ 54″ est |                | |             | Image manquante Téléverser                                                          |
| Église Saint-Firmin de Notre-Dame-de-Mésage                                         | Notre-Dame-de-Mésage                            |         | 45° 04′ 04″ nord, 5° 45′ 20″ est | « PA00117232 » | Classé MH | 1958        | Église Saint-Firmin de Notre-Dame-de-Mésage                                         |
| Église Saint-Laurent de Notre-Dame-de-Vaulx                                         | Notre-Dame-de-Vaulx                             |         | 44° 59′ 27″ nord, 5° 45′ 06″ est |                | |             | Église Saint-Laurent de Notre-Dame-de-Vaulx                                         |
| Basilique de la Nativité-de-Notre-Dame de Notre-Dame-de-l'Osier                     | Notre-Dame-de-l'Osier                           |         | 45° 14′ 18″ nord, 5° 24′ 20″ est |                | |             | Basilique de la Nativité-de-Notre-Dame de Notre-Dame-de-l'Osier                     |
| Église de la Conversion-de-Saint-Paul de Noyarey                                    | Noyarey                                         |         | 45° 14′ 50″ nord, 5° 37′ 32″ est |                | |             | Église de la Conversion-de-Saint-Paul de Noyarey                                    |
| Église Saint-Symphorien d'Optevoz                                                   | Optevoz                                         |         | 45° 44′ 59″ nord, 5° 19′ 46″ est | « IA38000160 » | |             | Église Saint-Symphorien d'Optevoz                                                   |
| Église Saint-Pierre d'Oris-en-Rattier                                               | Oris-en-Rattier                                 |         | 45° 23′ 56″ nord, 5° 12′ 50″ est |                | |             | Église Saint-Pierre d'Oris-en-Rattier                                               |
| Église Notre-Dame-de-la-Salette de la Pouthuire                                     | Ornon                                           |         | 45° 02′ 12″ nord, 5° 58′ 29″ est |                | |             | Église Notre-Dame-de-la-Salette de la Pouthuire                                     |
| Église Saint-Martin d'Ornon                                                         | Ornon                                           |         | 45° 02′ 53″ nord, 5° 58′ 41″ est |                | |             | Image manquante Téléverser                                                          |
| Église Saint-Didier d'Oulles                                                        | Oulles                                          |         | 45° 04′ 27″ nord, 5° 58′ 56″ est |                | |             | Image manquante Téléverser                                                          |
| Église Saint-Pierre d'Oyeu                                                          | Oyeu                                            |         | 45° 25′ 24″ nord, 5° 28′ 36″ est |                | |             | Église Saint-Pierre d'Oyeu                                                          |
| Église Saint-Barthélemy d'Oytier-Saint-Oblas                                        | Oytier-Saint-Oblas                              |         | 45° 33′ 44″ nord, 5° 01′ 15″ est |                | |             | Image manquante Téléverser                                                          |
| Église Saint-Ferréol d'Oz                                                           | Oz                                              |         | 45° 08′ 27″ nord, 6° 03′ 10″ est |                | |             | Image manquante Téléverser                                                          |
| Église Saint-Georges de Pact                                                        | Pact                                            |         | 45° 21′ 12″ nord, 4° 59′ 20″ est |                | |             | Image manquante Téléverser                                                          |
| Église Sainte-Catherine de Pajay                                                    | Pajay                                           |         | 45° 21′ 53″ nord, 5° 08′ 27″ est |                | |             | Image manquante Téléverser                                                          |
| Église de l'Assomption de Panissage                                                 | Panissage                                       |         | 45° 29′ 37″ nord, 5° 27′ 53″ est |                | |             | Église de l'Assomption de Panissage                                                 |
| Église Saint-Martin de Panossas                                                     | Panossas                                        |         | 45° 40′ 44″ nord, 5° 12′ 14″ est | « IA38000113 » | |             | Église Saint-Martin de Panossas                                                     |
| Église Saint-Pierre de Parmilieu                                                    | Parmilieu                                       |         | 45° 50′ 23″ nord, 5° 21′ 18″ est | « IA38000006 » | |             | Image manquante Téléverser                                                          |
| Église Saint-André de Passins                                                       | Passins                                         |         | 45° 41′ 11″ nord, 5° 25′ 40″ est |                | |             | Église Saint-André de Passins                                                       |
| Église de l'Assomption des Payas                                                    | Pellafol                                        |         | 44° 47′ 52″ nord, 5° 54′ 26″ est |                | |             | Église de l'Assomption des Payas                                                    |
| Église Saint-Michel de la Croix-de-la-Pigne                                         | Pellafol                                        |         | 44° 48′ 46″ nord, 5° 52′ 55″ est |                | |             | Église Saint-Michel de la Croix-de-la-Pigne                                         |
| Église Saint-Loup de Penol                                                          | Penol                                           |         | 45° 23′ 24″ nord, 5° 11′ 30″ est | « PA00117236 » | Inscrit MH La nef et les parties basses du clocher ; Classé MH L'abside                                              | 1980 ; 1980 | Église Saint-Loup de Penol                                                          |
| Église Saint-Barthélemy de Percy                                                    | Percy                                           |         | 44° 48′ 03″ nord, 5° 38′ 57″ est |                | |             | Image manquante Téléverser                                                          |
| Église Saint-Pierre de Pierre-Châtel                                                | Pierre-Châtel                                   |         | 44° 57′ 26″ nord, 5° 46′ 29″ est |                | |             | Église Saint-Pierre de Pierre-Châtel                                                |
| Église Saint-Maurice de Pinsot                                                      | Pinsot                                          |         | 45° 21′ 26″ nord, 6° 05′ 59″ est |                | |             | Église Saint-Maurice de Pinsot                                                      |
| Église Saint-Blaise de Pisieu                                                       | Pisieu                                          |         | 45° 23′ 12″ nord, 5° 03′ 41″ est |                | |             | Image manquante Téléverser                                                          |
| Église Notre-Dame-des-Douleurs de Plan                                              | Plan                                            |         | 45° 18′ 51″ nord, 5° 23′ 36″ est |                | |             | Église Notre-Dame-des-Douleurs de Plan                                              |
| Église Saint-Jean-Baptiste de Poliénas                                              | Poliénas                                        |         | 45° 14′ 58″ nord, 5° 28′ 16″ est |                | |             | Église Saint-Jean-Baptiste de Poliénas                                              |
| Église Saint-Jean-et-Saint-Romain de Pommier-de-Beaurepaire                         | Pommier-de-Beaurepaire                          |         | 45° 23′ 59″ nord, 5° 07′ 10″ est |                | |             | Image manquante Téléverser                                                          |
| Église de la Nativité-de-Notre-Dame de Pommiers-la-Placette                         | Pommiers-la-Placette                            |         | 45° 19′ 06″ nord, 5° 39′ 24″ est |                | |             | Image manquante Téléverser                                                          |
| Église Sainte-Marguerite de Ponsonnas                                               | Ponsonnas                                       |         | 44° 53′ 23″ nord, 5° 47′ 51″ est |                | |             | Image manquante Téléverser                                                          |
| Église de l'Assomption de Pont-de-Chéruy                                            | Pont-de-Chéruy                                  |         | 45° 44′ 58″ nord, 5° 11′ 21″ est |                | |             | Église de l'Assomption de Pont-de-Chéruy                                            |
| Église Saints-Pierre-et-Paul de Pont-en-Royans                                      | Pont-en-Royans                                  |         | 45° 03′ 40″ nord, 5° 20′ 40″ est |                | |             | Église Saints-Pierre-et-Paul de Pont-en-Royans                                      |
| Église Saints-Avit-et-Georges de Pont-Évêque                                        | Pont-Évêque                                     |         | 45° 31′ 50″ nord, 4° 54′ 48″ est |                | |             | Église Saints-Avit-et-Georges de Pont-Évêque                                        |
| Église Saint-Blaise de Pontcharra                                                   | Pontcharra                                      |         | 45° 26′ 00″ nord, 6° 01′ 23″ est |                | |             | Image manquante Téléverser                                                          |
| Église de la Sainte-Vierge de Grignon                                               | Pontcharra                                      |         | 45° 25′ 32″ nord, 6° 00′ 57″ est |                | |             | Église de la Sainte-Vierge de Grignon                                               |
| Ancienne église Saint-Blaise de Villard-Benoît                                      | Pontcharra                                      |         | 45° 26′ 19″ nord, 6° 01′ 51″ est |                | |             | Image manquante Téléverser                                                          |
| Église Saint-André de Porcieu                                                       | Porcieu-Amblagnieu                              |         | 45° 50′ 06″ nord, 5° 24′ 00″ est |                | |             | Image manquante Téléverser                                                          |
| Église Saint-André-et-Saint-Laurent d'Amblagnieu                                    | Porcieu-Amblagnieu                              |         | 45° 50′ 27″ nord, 5° 23′ 32″ est |                | |             | Image manquante Téléverser                                                          |
| Église Saint-Joachim-et-Sainte-Anne de Presles                                      | Presles                                         |         | 45° 05′ 31″ nord, 5° 22′ 58″ est |                | |             | Église Saint-Joachim-et-Sainte-Anne de Presles                                      |
| Église Saint-François-de-Sales de Pressins                                          | Pressins                                        |         | 45° 31′ 19″ nord, 5° 37′ 38″ est |                | |             | Image manquante Téléverser                                                          |
| Église Saints-Pierre-et-Paul de Primarette                                          | Primarette                                      |         | 45° 24′ 05″ nord, 5° 01′ 48″ est |                | |             | Église Saints-Pierre-et-Paul de Primarette                                          |
| Église Saint-Pierre de Proveysieux                                                  | Proveysieux                                     |         | 45° 15′ 44″ nord, 5° 41′ 58″ est |                | |             | Église Saint-Pierre de Proveysieux                                                  |
| Église Saint-Barthélemy de Prébois                                                  | Prébois                                         |         | 44° 47′ 23″ nord, 5° 41′ 41″ est |                | |             | Église Saint-Barthélemy de Prébois                                                  |
| Église Saint-Jean-Baptiste de Quaix-en-Chartreuse                                   | Quaix-en-Chartreuse                             |         | 45° 15′ 11″ nord, 5° 43′ 05″ est |                | |             | Église Saint-Jean-Baptiste de Quaix-en-Chartreuse                                   |
| Église Saint-Jean-l'Évangéliste de Quet-en-Beaumont                                 | Quet-en-Beaumont                                |         | 44° 50′ 01″ nord, 5° 52′ 28″ est |                | |             | Image manquante Téléverser                                                          |
| Église de l'Assomption de Quincieu                                                  | Quincieu                                        |         | 45° 16′ 30″ nord, 5° 23′ 10″ est |                | |             | Image manquante Téléverser                                                          |
| Église Saint-Pierre-de-Vérone de Renage                                             | Renage                                          |         | 45° 20′ 02″ nord, 5° 29′ 02″ est |                | |             | Image manquante Téléverser                                                          |
| Église Saint-Jean-Baptiste de Rencurel                                              | Rencurel                                        |         | 45° 06′ 08″ nord, 5° 28′ 25″ est |                | |             | Église Saint-Jean-Baptiste de Rencurel                                              |
| Église de l'Assomption de Revel                                                     | Revel                                           |         | 45° 11′ 07″ nord, 5° 52′ 05″ est |                | |             | Église de l'Assomption de Revel                                                     |
| Église prieurale Notre-Dame de Tourdan                                              | Revel-Tourdan                                   |         | 45° 22′ 20″ nord, 5° 01′ 59″ est | « PA38000031 » | Inscrit MH | 2011        | Église prieurale Notre-Dame de Tourdan                                              |
| Église Saint-Jean-Baptiste de Revel                                                 | Revel-Tourdan                                   |         | 45° 23′ 04″ nord, 5° 02′ 12″ est |                | |             | Église Saint-Jean-Baptiste de Revel                                                 |
| Église Saint-Saturnin de Reventin-Vaugris                                           | Reventin-Vaugris                                |         | 45° 28′ 05″ nord, 4° 50′ 27″ est |                | |             | Église Saint-Saturnin de Reventin-Vaugris                                           |
| Église Saint-Valère de Rives                                                        | Rives                                           |         | 45° 21′ 07″ nord, 5° 30′ 10″ est |                | |             | Église Saint-Valère de Rives                                                        |
| Église Saint-André de Roche                                                         | Roche                                           |         | 45° 35′ 21″ nord, 5° 09′ 37″ est |                | |             | Église Saint-André de Roche                                                         |
| Église Saint-Étienne de Rochetoirin                                                 | Rochetoirin                                     |         | 45° 34′ 53″ nord, 5° 25′ 03″ est |                | |             | Église Saint-Étienne de Rochetoirin                                                 |
| Église Saint-Étienne de Roissard                                                    | Roissard                                        |         | 45° 52′ 54″ nord, 5° 38′ 24″ est |                | |             | Image manquante Téléverser                                                          |
| Église de l'Immaculée-Conception de Romagnieu                                       | Romagnieu                                       |         | 45° 34′ 12″ nord, 5° 38′ 28″ est |                | |             | Image manquante Téléverser                                                          |
| Église Saint Jacques de Roussillon                                                  | Roussillon                                      |         | 45° 22′ 15″ nord, 4° 48′ 34″ est |                | |             | Église Saint Jacques de Roussillon                                                  |
| Église Notre-Dame-de-l'Immaculée-Conception dite aussi Notre-Dame-des-Cités du Plan | Roussillon                                      |         | 45° 21′ 30″ nord, 4° 48′ 14″ est |                | |             | Église Notre-Dame-de-l'Immaculée-Conception dite aussi Notre-Dame-des-Cités du Plan |
| Église Saint-Pierre de Rovon                                                        | Rovon                                           |         | 45° 12′ 08″ nord, 5° 27′ 41″ est |                | |             | Église Saint-Pierre de Rovon                                                        |
| Église Saint-Clair de Royas                                                         | Royas                                           |         | 45° 30′ 19″ nord, 5° 06′ 22″ est |                | |             | Image manquante Téléverser                                                          |
| Église Saint-Jean-Baptiste de Roybon                                                | Roybon                                          |         | 45° 15′ 32″ nord, 5° 14′ 32″ est |                | |             | Église Saint-Jean-Baptiste de Roybon                                                |
| Église Saint-Denys de Ruy                                                           | Ruy-Montceau                                    |         | 45° 35′ 16″ nord, 5° 18′ 59″ est |                | |             | Église Saint-Denys de Ruy                                                           |
| Église Sainte-Anne de Montceau                                                      | Ruy-Montceau                                    |         | 45° 35′ 17″ nord, 5° 22′ 29″ est |                | |             | Image manquante Téléverser                                                          |
| Église Saint-Jean-Baptiste de Réaumont                                              | Réaumont                                        |         | 45° 22′ 01″ nord, 5° 31′ 34″ est |                | |             | Église Saint-Jean-Baptiste de Réaumont                                              |
| Église Saint-Ferréol de Sablons                                                     | Sablons                                         |         | 45° 19′ 07″ nord, 4° 46′ 25″ est |                | |             | Église Saint-Ferréol de Sablons                                                     |
| Église Saint-Laurent de Saint-Agnin-sur-Bion                                        | Saint-Agnin-sur-Bion                            |         | 45° 32′ 30″ nord, 5° 14′ 40″ est |                | |             | Image manquante Téléverser                                                          |
| Église Saint-Alban de Saint-Alban-de-Roche                                          | Saint-Alban-de-Roche                            |         | 45° 35′ 47″ nord, 5° 13′ 28″ est |                | |             | Église Saint-Alban de Saint-Alban-de-Roche                                          |
| Église Saint-Alban de Saint-Alban-du-Rhône                                          | Saint-Alban-du-Rhône                            |         | 45° 25′ 37″ nord, 4° 45′ 20″ est |                | |             | Église Saint-Alban de Saint-Alban-du-Rhône                                          |
| Église Saint-Albin de Saint-Albin-de-Vaulserre                                      | Saint-Albin-de-Vaulserre                        |         | 45° 30′ 19″ nord, 5° 42′ 04″ est |                | |             | Église Saint-Albin de Saint-Albin-de-Vaulserre                                      |
| Église Saint-André de Saint-André-en-Royans                                         | Saint-André-en-Royans                           |         | 45° 05′ 11″ nord, 5° 20′ 20″ est | « PA00117369 » | Inscrit MH | 1990        | Église Saint-André de Saint-André-en-Royans                                         |
| Église Saint-André de Saint-André-le-Gaz                                            | Saint-André-le-Gaz                              |         | 45° 32′ 54″ nord, 5° 32′ 05″ est |                | |             | Image manquante Téléverser                                                          |
| Église Saint-Andéol de Saint-Andéol (Isère)                                         | Saint-Andéol                                    |         | 44° 57′ 40″ nord, 5° 33′ 12″ est |                | |             | Église Saint-Andéol de Saint-Andéol (Isère)                                         |
| Église Notre-Dame de la Jayère                                                      | Saint-Antoine-l'Abbaye                          |         | 45° 10′ 34″ nord, 5° 12′ 58″ est | « PA38000020 » | Inscrit MH | 2004        | Image manquante Téléverser                                                          |
| Abbatiale Saint-Antoine de Saint-Antoine-l'Abbaye                                   | Saint-Antoine-l'Abbaye                          |         | 45° 10′ 34″ nord, 5° 12′ 57″ est |                | |             | Abbatiale Saint-Antoine de Saint-Antoine-l'Abbaye                                   |
| Église Saint-Apollinaire de Saint-Appolinard                                        | Saint-Appolinard                                |         | 45° 11′ 18″ nord, 5° 15′ 46″ est |                | |             | Église Saint-Apollinaire de Saint-Appolinard                                        |
| Église Saint-Jacques-et-Saint-Philippe de Saint-Arey                                | Saint-Arey                                      |         | 44° 52′ 17″ nord, 5° 44′ 02″ est |                | |             | Église Saint-Jacques-et-Saint-Philippe de Saint-Arey                                |
| Église Saint-Antoine des Vials                                                      | Saint-Aupre                                     |         | 45° 24′ 28″ nord, 5° 39′ 19″ est |                | |             | Image manquante Téléverser                                                          |
| Église Saint-Aupre de Saint-Aupre                                                   | Saint-Aupre                                     |         | 45° 23′ 55″ nord, 5° 40′ 16″ est |                | |             | Église Saint-Aupre de Saint-Aupre                                                   |
| Église Saint-Barthélemy de Saint-Barthélemy (Isère)                                 | Saint-Barthélemy                                |         | 45° 20′ 48″ nord, 5° 04′ 52″ est |                | |             | Église Saint-Barthélemy de Saint-Barthélemy (Isère)                                 |
| Église Saint-Barthélemy de Saint-Barthélemy-de-Séchilienne                          | Saint-Barthélemy-de-Séchilienne                 |         | 45° 02′ 48″ nord, 5° 49′ 42″ est |                | |             | Image manquante Téléverser                                                          |
| Église Saint-Baudille de Saint-Baudille-de-la-Tour                                  | Saint-Baudille-de-la-Tour                       |         | 45° 47′ 24″ nord, 5° 20′ 15″ est | « IA38000161 » | |             | Église Saint-Baudille de Saint-Baudille-de-la-Tour                                  |
| Église Saint-Baudille de Saint-Baudille-et-Pipet                                    | Saint-Baudille-et-Pipet                         |         | 44° 47′ 05″ nord, 5° 46′ 07″ est |                | |             | Église Saint-Baudille de Saint-Baudille-et-Pipet                                    |
| Église Saint-Bernard de Saint-Bernard (Isère)                                       | Saint-Bernard                                   |         | 45° 19′ 42″ nord, 5° 54′ 18″ est |                | |             | Église Saint-Bernard de Saint-Bernard (Isère)                                       |
| Église Saint-Blaise de Saint-Blaise-du-Buis                                         | Saint-Blaise-du-Buis                            |         | 45° 22′ 35″ nord, 5° 31′ 02″ est |                | |             | Église Saint-Blaise de Saint-Blaise-du-Buis                                         |
| Église Saint-Bonnet de Saint-Bonnet-de-Chavagne                                     | Saint-Bonnet-de-Chavagne                        |         | 45° 07′ 33″ nord, 5° 13′ 52″ est |                | |             | Église Saint-Bonnet de Saint-Bonnet-de-Chavagne                                     |
| Église Saint-Baudille de Saint-Bueil                                                | Saint-Bueil                                     |         | 45° 28′ 31″ nord, 5° 41′ 00″ est |                | |             | Église Saint-Baudille de Saint-Bueil                                                |
| Église Saint-Cassien de Saint-Cassien                                               | Saint-Cassien                                   |         | 45° 21′ 37″ nord, 5° 33′ 05″ est |                | |             | Image manquante Téléverser                                                          |
| Église Saint-Theudère de Saint-Chef                                                 | Saint-Chef                                      |         | 45° 38′ 04″ nord, 5° 22′ 00″ est | « PA00117249 » | Classé MH | 1840        | Église Saint-Theudère de Saint-Chef                                                 |
| Église Saint-Barthélemy de Chamont                                                  | Saint-Chef                                      |         | 45° 39′ 23″ nord, 5° 19′ 58″ est |                | |             | Image manquante Téléverser                                                          |
| Église Saint-Maurice d'Arcisse                                                      | Saint-Chef                                      |         | 45° 38′ 26″ nord, 5° 22′ 54″ est |                | |             | Église Saint-Maurice d'Arcisse                                                      |
| Église Saint-Christophe de Saint-Christophe-en-Oisans                               | Saint-Christophe-en-Oisans                      |         | 44° 57′ 28″ nord, 6° 10′ 35″ est |                | |             | Église Saint-Christophe de Saint-Christophe-en-Oisans                               |
| Église Saint-Christophe de Saint-Christophe-sur-Guiers                              | Saint-Christophe-sur-Guiers                     |         | 45° 26′ 19″ nord, 5° 46′ 24″ est |                | |             | Église Saint-Christophe de Saint-Christophe-sur-Guiers                              |
| Église Saint-Michel de la Ruchère                                                   | Saint-Christophe-sur-Guiers                     |         | 45° 24′ 59″ nord, 5° 48′ 30″ est |                | |             | Image manquante Téléverser                                                          |
| Église Saint-Vincent de Berland                                                     | Saint-Christophe-sur-Guiers                     |         | 45° 25′ 44″ nord, 5° 46′ 44″ est |                | |             | Image manquante Téléverser                                                          |
| Église Saint-Clair de Saint-Clair-de-la-Tour                                        | Saint-Clair-de-la-Tour                          |         | 45° 34′ 26″ nord, 5° 28′ 48″ est |                | |             | Église Saint-Clair de Saint-Clair-de-la-Tour                                        |
| Église Saint-Clair de Saint-Clair-du-Rhône                                          | Saint-Clair-du-Rhône                            |         | 45° 26′ 27″ nord, 4° 46′ 26″ est |                | |             | Église Saint-Clair de Saint-Clair-du-Rhône                                          |
| Église Saint-Clair de Saint-Clair-sur-Galaure                                       | Saint-Clair-sur-Galaure                         |         | 45° 15′ 40″ nord, 5° 08′ 38″ est |                | |             | Image manquante Téléverser                                                          |
| Église Saint-Didier de Saint-Didier-de-Bizonnes                                     | Saint-Didier-de-Bizonnes                        |         | 45° 27′ 53″ nord, 5° 21′ 03″ est |                | |             | Image manquante Téléverser                                                          |
| Église Saint-Didier de Saint-Didier-de-la-Tour                                      | Saint-Didier-de-la-Tour                         |         | 45° 33′ 15″ nord, 5° 28′ 58″ est |                | |             | Image manquante Téléverser                                                          |
| Église Saint-Georges de Saint-Geoire-en-Valdaine                                    | Saint-Geoire-en-Valdaine                        |         | 45° 27′ 21″ nord, 5° 38′ 13″ est | « PA00117251 » | Classé MH | 1907        | Église Saint-Georges de Saint-Geoire-en-Valdaine                                    |
| Église Saint-Georges de Saint-Geoirs                                                | Saint-Geoirs                                    |         | 45° 19′ 18″ nord, 5° 21′ 13″ est |                | |             | Église Saint-Georges de Saint-Geoirs                                                |
| Église Saint-Georges de Saint-Georges-d'Espéranche                                  | Saint-Georges-d'Espéranche                      |         | 45° 33′ 25″ nord, 5° 04′ 46″ est |                | |             | Image manquante Téléverser                                                          |
| Église Saint-Georges de Saint-Georges-de-Commiers                                   | Saint-Georges-de-Commiers                       |         | 45° 02′ 19″ nord, 5° 42′ 14″ est | « PA00117252 » | Classé MH | 1908        | Église Saint-Georges de Saint-Georges-de-Commiers                                   |
| Église Saint-Pierre de Saint-Georges-de-Commiers                                    | Saint-Georges-de-Commiers                       |         | 45° 01′ 40″ nord, 5° 42′ 23″ est | « PA00117253 » | Classé MH | 1910        | Église Saint-Pierre de Saint-Georges-de-Commiers                                    |
| Église Saint-Gervais-et-Saint-Protais de Saint-Gervais (Isère)                      | Saint-Gervais                                   |         | 45° 12′ 06″ nord, 5° 28′ 52″ est |                | |             | Église Saint-Gervais-et-Saint-Protais de Saint-Gervais (Isère)                      |
| Église Saint-Blaise de Saint-Guillaume                                              | Saint-Guillaume                                 |         | 44° 57′ 20″ nord, 5° 35′ 19″ est |                | |             | Église Saint-Blaise de Saint-Guillaume                                              |
| Église Saint-Hilaire de Saint-Hilaire (Isère)                                       | Saint-Hilaire                                   |         | 45° 18′ 30″ nord, 5° 53′ 13″ est |                | |             | Église Saint-Hilaire de Saint-Hilaire (Isère)                                       |
| Église Saint-Hilaire de Saint-Hilaire-de-Brens                                      | Saint-Hilaire-de-Brens                          |         | 45° 40′ 22″ nord, 5° 17′ 32″ est | « IA38000076 » | |             | Église Saint-Hilaire de Saint-Hilaire-de-Brens                                      |
| Église Saint-Hilaire de Saint-Hilaire-de-la-Côte                                    | Saint-Hilaire-de-la-Côte                        |         | 45° 23′ 46″ nord, 5° 19′ 34″ est |                | |             | Église Saint-Hilaire de Saint-Hilaire-de-la-Côte                                    |
| Église Saint-Hilaire de Saint-Hilaire-du-Rosier                                     | Saint-Hilaire-du-Rosier                         |         | 45° 05′ 57″ nord, 5° 15′ 00″ est |                | |             | Image manquante Téléverser                                                          |
| Église Saint-Honoré de Saint-Honoré (Isère)                                         | Saint-Honoré                                    |         | 44° 56′ 29″ nord, 5° 47′ 42″ est |                | |             | Image manquante Téléverser                                                          |
| Église Saint-Philibert de Saint-Ismier                                              | Saint-Ismier                                    |         | 45° 14′ 53″ nord, 5° 49′ 35″ est | « PA00117256 » | Classé MH | 1908        | Église Saint-Philibert de Saint-Ismier                                              |
| Église Saint-Jean-Baptiste de Saint-Jean-d'Avelanne                                 | Saint-Jean-d'Avelanne                           |         | 45° 30′ 25″ nord, 5° 40′ 24″ est |                | |             | Image manquante Téléverser                                                          |
| Église Saint-Jean-Baptiste de Saint-Jean-d'Hérans                                   | Saint-Jean-d'Hérans                             |         | 44° 51′ 11″ nord, 5° 45′ 37″ est |                | |             | Image manquante Téléverser                                                          |
| Église Saint-Jean-Baptiste de Saint-Jean-de-Bournay                                 | Saint-Jean-de-Bournay                           |         | 45° 30′ 05″ nord, 5° 08′ 35″ est |                | |             | Église Saint-Jean-Baptiste de Saint-Jean-de-Bournay                                 |
| Église Saint-Jean de Saint-Jean-de-Moirans                                          | Saint-Jean-de-Moirans                           |         | 45° 20′ 26″ nord, 5° 34′ 52″ est |                | |             | Église Saint-Jean de Saint-Jean-de-Moirans                                          |
| Église Saint-Jean-Baptiste de Saint-Jean-de-Soudain                                 | Saint-Jean-de-Soudain                           |         | 45° 34′ 22″ nord, 5° 25′ 48″ est |                | |             | Image manquante Téléverser                                                          |
| Église Saint-Jean-Baptiste de Saint-Jean-de-Vaulx                                   | Saint-Jean-de-Vaulx                             |         | 45° 00′ 43″ nord, 5° 45′ 28″ est |                | |             | Image manquante Téléverser                                                          |
| Église Saint-Jean-Baptiste de Saint-Jean-le-Vieux                                   | Saint-Jean-le-Vieux                             |         | 45° 12′ 47″ nord, 5° 52′ 55″ est | « PA38000021 » | Inscrit MH | 2004        | Église Saint-Jean-Baptiste de Saint-Jean-le-Vieux                                   |
| Église Saint-Joseph de Saint-Joseph-de-Rivière                                      | Saint-Joseph-de-Rivière                         |         | 45° 22′ 32″ nord, 5° 41′ 46″ est |                | |             | Église Saint-Joseph de Saint-Joseph-de-Rivière                                      |
| Église Saint-Julien de Saint-Julien-de-Raz                                          | Saint-Julien-de-Raz                             |         | 45° 21′ 01″ nord, 5° 39′ 45″ est |                | |             | Image manquante Téléverser                                                          |
| Église Saint-Julien de Saint-Julien-de-l'Herms                                      | Saint-Julien-de-l'Herms                         |         | 45° 26′ 01″ nord, 5° 05′ 39″ est |                | |             | Image manquante Téléverser                                                          |
| Église Saint-Pierre de Chaleyssin                                                   | Saint-Just-Chaleyssin                           |         | 45° 35′ 17″ nord, 4° 59′ 51″ est |                | |             | Église Saint-Pierre de Chaleyssin                                                   |
| Église Saint-Just de Saint-Just-de-Claix                                            | Saint-Just-de-Claix                             |         | 45° 04′ 27″ nord, 5° 17′ 02″ est |                | |             | Église Saint-Just de Saint-Just-de-Claix                                            |
| Église Notre-Dame-de-la-Salette de la Baudière                                      | Saint-Lattier                                   |         | 45° 04′ 38″ nord, 5° 10′ 04″ est |                | |             | Église Notre-Dame-de-la-Salette de la Baudière                                      |
| Église Saint-Laurent de Saint-Lattier                                               | Saint-Lattier                                   |         | 45° 05′ 17″ nord, 5° 12′ 11″ est |                | |             | Image manquante Téléverser                                                          |
| Église de l'Immaculée-Conception de Villette                                        | Saint-Laurent-du-Pont                           |         | 45° 24′ 03″ nord, 5° 43′ 25″ est |                | |             | Image manquante Téléverser                                                          |
| Église Saint-Laurent de Saint-Laurent-du-Pont                                       | Saint-Laurent-du-Pont                           |         | 45° 23′ 09″ nord, 5° 43′ 37″ est |                | |             | Église Saint-Laurent de Saint-Laurent-du-Pont                                       |
| Église Saint-Laurent de Saint-Laurent-en-Beaumont                                   | Saint-Laurent-en-Beaumont                       |         | 44° 52′ 44″ nord, 5° 51′ 03″ est |                | |             | Image manquante Téléverser                                                          |
| Église Saint-Marcel de Saint-Marcel-Bel-Accueil                                     | Saint-Marcel-Bel-Accueil                        |         | 45° 38′ 51″ nord, 5° 14′ 10″ est |                | |             | Église Saint-Marcel de Saint-Marcel-Bel-Accueil                                     |
| Église Saint-Marcellin de Saint-Marcellin                                           | Saint-Marcellin                                 |         | 45° 09′ 17″ nord, 5° 19′ 20″ est | « PA00117259 » | Inscrit MH Le clocher                                                                                                | 1926        | Église Saint-Marcellin de Saint-Marcellin                                           |
| Église Notre-Dame-de-la-Délivrande                                                  | Saint-Martin-d'Hères                            |         | 45° 11′ 03″ nord, 5° 44′ 58″ est |                | |             | Église Notre-Dame-de-la-Délivrande                                                  |
| Église Notre-Dame-de-la-Salette de Saint-Martin-d'Hères                             | Saint-Martin-d'Hères                            |         | 45° 10′ 56″ nord, 5° 45′ 17″ est |                | |             | Église Notre-Dame-de-la-Salette de Saint-Martin-d'Hères                             |
| Église Saint-Bernard de Saint-Martin-d'Hères                                        | Saint-Martin-d'Hères                            |         | 45° 10′ 19″ nord, 5° 45′ 29″ est |                | |             | Église Saint-Bernard de Saint-Martin-d'Hères                                        |
| Église Saint-Martin de Saint-Martin-d'Hères                                         | Saint-Martin-d'Hères                            |         | 45° 09′ 56″ nord, 5° 46′ 06″ est |                | |             | Église Saint-Martin de Saint-Martin-d'Hères                                         |
| Église Saint-Maurice de Saint-Martin-d'Hères                                        | Saint-Martin-d'Hères                            |         | 45° 09′ 55″ nord, 5° 44′ 54″ est |                | |             | Église Saint-Maurice de Saint-Martin-d'Hères                                        |
| Église Saint-Ferréol du Pinet-d'Uriage                                              | Saint-Martin-d'Uriage                           |         | 45° 09′ 53″ nord, 5° 50′ 55″ est |                | |             | Église Saint-Ferréol du Pinet-d'Uriage                                              |
| Église Saint-Jean-Baptiste de Villeneuve                                            | Saint-Martin-d'Uriage                           |         | 45° 08′ 57″ nord, 5° 49′ 00″ est |                | |             | Église Saint-Jean-Baptiste de Villeneuve                                            |
| Église Saint-Martin de Saint-Martin-de-Clelles                                      | Saint-Martin-de-Clelles                         |         | 44° 50′ 43″ nord, 5° 37′ 18″ est |                | |             | Église Saint-Martin de Saint-Martin-de-Clelles                                      |
| Église Saint-Martin de Saint-Martin-de-Vaulserre                                    | Saint-Martin-de-Vaulserre                       |         | 45° 29′ 42″ nord, 5° 40′ 45″ est |                | |             | Église Saint-Martin de Saint-Martin-de-Vaulserre                                    |
| Église Saint-Christophe de Saint-Martin-de-la-Cluze                                 | Saint-Martin-de-la-Cluze                        |         | 44° 59′ 43″ nord, 5° 40′ 32″ est |                | |             | Église Saint-Christophe de Saint-Martin-de-la-Cluze                                 |
| Église Saint-Martin de Saint-Martin-de-la-Cluze                                     | Saint-Martin-de-la-Cluze                        |         | 44° 58′ 59″ nord, 5° 39′ 30″ est |                | |             | Image manquante Téléverser                                                          |
| Église Saint-Jean-Marie-Vianney de la Buisserate                                    | Saint-Martin-le-Vinoux                          |         | 45° 12′ 52″ nord, 5° 41′ 38″ est |                | |             | Église Saint-Jean-Marie-Vianney de la Buisserate                                    |
| Église Saint-Martin de Saint-Martin-le-Vinoux                                       | Saint-Martin-le-Vinoux                          |         | 45° 12′ 11″ nord, 5° 43′ 00″ est |                | |             | Église Saint-Martin de Saint-Martin-le-Vinoux                                       |
| Église Saint-Maurice de Saint-Maurice-en-Trièves                                    | Saint-Maurice-en-Trièves                        |         | 44° 45′ 52″ nord, 5° 39′ 51″ est |                | |             | Image manquante Téléverser                                                          |
| Église du Christ-Sauveur de Saint-Maurice-l'Exil                                    | Saint-Maurice-l'Exil                            |         | 45° 23′ 27″ nord, 4° 46′ 37″ est |                | |             | Église du Christ-Sauveur de Saint-Maurice-l'Exil                                    |
| Église Saint-Blaise de Saint-Maurice-l'Exil                                         | Saint-Maurice-l'Exil                            |         | 45° 24′ 08″ nord, 4° 46′ 09″ est |                | |             | Église Saint-Blaise de Saint-Maurice-l'Exil                                         |
| Église Saint-Maxime de Saint-Maximin                                                | Saint-Maximin                                   |         | 45° 25′ 41″ nord, 6° 02′ 15″ est |                | |             | Image manquante Téléverser                                                          |
| Église Saint-Michel de Saint-Michel-de-Saint-Geoirs                                 | Saint-Michel-de-Saint-Geoirs                    |         | 45° 18′ 16″ nord, 5° 21′ 38″ est |                | |             | Église Saint-Michel de Saint-Michel-de-Saint-Geoirs                                 |
| Église Saint-Michel de Saint-Michel-en-Beaumont                                     | Saint-Michel-en-Beaumont                        |         | 44° 52′ 05″ nord, 5° 54′ 00″ est |                | |             | Image manquante Téléverser                                                          |
| Église Saint-Michel de Saint-Michel-les-Portes                                      | Saint-Michel-les-Portes                         |         | 44° 52′ 09″ nord, 5° 35′ 43″ est |                | |             | Église Saint-Michel de Saint-Michel-les-Portes                                      |
| Église Saint-Maurice de Saint-Mury-Monteymond                                       | Saint-Mury-Monteymond                           |         | 45° 13′ 27″ nord, 5° 55′ 37″ est |                | |             | Image manquante Téléverser                                                          |
| Église Saint-Jean-Baptiste de Saint-Nazaire-les-Eymes                               | Saint-Nazaire-les-Eymes                         |         | 45° 14′ 42″ nord, 5° 51′ 01″ est |                | |             | Église Saint-Jean-Baptiste de Saint-Nazaire-les-Eymes                               |
| Église Saint-Nicolas de Saint-Nicolas-de-Macherin                                   | Saint-Nicolas-de-Macherin                       |         | 45° 23′ 53″ nord, 5° 36′ 24″ est |                | |             | Église Saint-Nicolas de Saint-Nicolas-de-Macherin                                   |
| Église Saint-Nizier de Saint-Nizier-du-Moucherotte                                  | Saint-Nizier-du-Moucherotte                     |         | 45° 10′ 16″ nord, 5° 37′ 55″ est |                | |             | Église Saint-Nizier de Saint-Nizier-du-Moucherotte                                  |
| Église Saint-Honoré de Saint-Ondras                                                 | Saint-Ondras                                    |         | 45° 31′ 08″ nord, 5° 32′ 50″ est |                | |             | Église Saint-Honoré de Saint-Ondras                                                 |
| Église Saint-Pancrace de Saint-Pancrasse                                            | Saint-Pancrasse                                 |         | 45° 17′ 27″ nord, 5° 51′ 32″ est |                | |             | Église Saint-Pancrace de Saint-Pancrasse                                            |
| Église de Saint-Paul-d'Izeaux                                                       | Saint-Paul-d'Izeaux                             |         | 45° 18′ 59″ nord, 5° 25′ 47″ est |                | |             | Église de Saint-Paul-d'Izeaux                                                       |
| Église Saint-Paul de Saint-Paul-de-Varces                                           | Saint-Paul-de-Varces                            |         | 45° 04′ 17″ nord, 5° 38′ 35″ est |                | |             | Église Saint-Paul de Saint-Paul-de-Varces                                           |
| Église Saint-Paul de Saint-Paul-lès-Monestier                                       | Saint-Paul-lès-Monestier                        |         | 44° 55′ 45″ nord, 5° 37′ 40″ est |                | |             | Église Saint-Paul de Saint-Paul-lès-Monestier                                       |
| Église Saint-Philibert de Saint-Philibert                                           | Saint-Pierre-d'Entremont                        |         | 45° 22′ 48″ nord, 5° 50′ 57″ est |                | |             | Image manquante Téléverser                                                          |
| Église Saint-Pierre de Saint-Pierre-d'Entremont                                     | Saint-Pierre-d'Entremont                        |         | 45° 24′ 54″ nord, 5° 51′ 15″ est |                | |             | Église Saint-Pierre de Saint-Pierre-d'Entremont                                     |
| Église Saint-Pierre de Saint-Pierre-de-Bressieux                                    | Saint-Pierre-de-Bressieux                       |         | 45° 18′ 58″ nord, 5° 17′ 12″ est |                | |             | Église Saint-Pierre de Saint-Pierre-de-Bressieux                                    |
| Église de Saint-Hugues-de-Chartreuse                                                | Saint-Pierre-de-Chartreuse                      |         | 45° 19′ 24″ nord, 5° 48′ 21″ est |                | |             | Église de Saint-Hugues-de-Chartreuse                                                |
| Église Saint-Pierre de Saint-Pierre-de-Chartreuse                                   | Saint-Pierre-de-Chartreuse                      |         | 45° 20′ 32″ nord, 5° 48′ 49″ est |                | |             | Église Saint-Pierre de Saint-Pierre-de-Chartreuse                                   |
| Église Saint-Pierre de Saint-Pierre-de-Chérennes                                    | Saint-Pierre-de-Chérennes                       |         | 45° 07′ 15″ nord, 5° 21′ 47″ est |                | |             | Église Saint-Pierre de Saint-Pierre-de-Chérennes                                    |
| Église Saint-Pierre de Saint-Pierre-de-Méaroz                                       | Saint-Pierre-de-Méaroz                          |         | 44° 52′ 32″ nord, 5° 49′ 21″ est |                | |             | Image manquante Téléverser                                                          |
| Ancienne Église Saint-Pierre de Saint-Pierre-de-Méaroz                              | Saint-Pierre-de-Méaroz                          |         | 44° 52′ 27″ nord, 5° 49′ 30″ est |                | |             | Image manquante Téléverser                                                          |
| Église Saint-Pierre de Saint-Pierre-de-Mésage                                       | Saint-Pierre-de-Mésage                          |         | 45° 03′ 15″ nord, 5° 45′ 51″ est |                | |             | Église Saint-Pierre de Saint-Pierre-de-Mésage                                       |
| Église Saints-Prim-et-Félicien de Saint-Prim                                        | Saint-Prim                                      |         | 45° 26′ 39″ nord, 4° 47′ 37″ est |                | |             | Église Saints-Prim-et-Félicien de Saint-Prim                                        |
| Église Saint-Quentin de Saint-Quentin (Isère)                                       | Saint-Quentin-Fallavier                         |         | 45° 37′ 57″ nord, 5° 06′ 41″ est |                | |             | Église Saint-Quentin de Saint-Quentin (Isère)                                       |
| Église Saint-Celse-et-Saint-Nazaire de Saint-Quentin-sur-Isère                      | Saint-Quentin-sur-Isère                         |         | 45° 16′ 55″ nord, 5° 32′ 51″ est |                | |             | Église Saint-Celse-et-Saint-Nazaire de Saint-Quentin-sur-Isère                      |
| Église Saint-Romain de Saint-Romain-de-Jalionas                                     | Saint-Romain-de-Jalionas                        |         | 45° 45′ 00″ nord, 5° 13′ 51″ est |                | |             | Église Saint-Romain de Saint-Romain-de-Jalionas                                     |
| Église Notre-Dame de Surieu                                                         | Saint-Romain-de-Surieu                          |         | 45° 23′ 00″ nord, 4° 53′ 23″ est | « PA00117274 » | Inscrit MH | 1927        | Église Notre-Dame de Surieu                                                         |
| Église Notre-Dame de Saint-Romain                                                   | Saint-Romain-de-Surieu                          |         | 45° 23′ 25″ nord, 4° 53′ 18″ est |                | |             | Image manquante Téléverser                                                          |
| Église Saint-Romain de Saint-Romans                                                 | Saint-Romans                                    |         | 45° 06′ 53″ nord, 5° 19′ 41″ est |                | |             | Église Saint-Romain de Saint-Romans                                                 |
| Église de la Transfiguration de Saint-Sauveur                                       | Saint-Sauveur                                   |         | 45° 08′ 55″ nord, 5° 20′ 33″ est |                | |             | Image manquante Téléverser                                                          |
| Église Saint-Barthélemy de Demptézieu                                               | Saint-Savin                                     |         | 45° 37′ 10″ nord, 5° 19′ 21″ est |                | |             | Image manquante Téléverser                                                          |
| Église Saint-Savin de Saint-Savin (Isère)                                           | Saint-Savin                                     |         | 45° 37′ 39″ nord, 5° 18′ 33″ est |                | |             | Église Saint-Savin de Saint-Savin (Isère)                                           |
| Église Saint-Siméon de Saint-Siméon-de-Bressieux                                    | Saint-Siméon-de-Bressieux                       |         | 45° 19′ 43″ nord, 5° 15′ 28″ est |                | |             | Image manquante Téléverser                                                          |
| Église Saint-Saturnin de Saint-Sorlin-de-Morestel                                   | Saint-Sorlin-de-Morestel                        |         | 45° 38′ 08″ nord, 5° 28′ 34″ est |                | |             | Image manquante Téléverser                                                          |
| Église Saint-Saturnin de Saint-Sorlin-de-Vienne                                     | Saint-Sorlin-de-Vienne                          |         | 45° 28′ 02″ nord, 4° 56′ 32″ est |                | |             | Église Saint-Saturnin de Saint-Sorlin-de-Vienne                                     |
| Église Saint-Sulpice de Saint-Sulpice-des-Rivoires                                  | Saint-Sulpice-des-Rivoires                      |         | 45° 28′ 07″ nord, 5° 36′ 33″ est |                | |             | Église Saint-Sulpice de Saint-Sulpice-des-Rivoires                                  |
| Église Notre-Dame-du-Mont-Carmel de Saint-Théoffrey                                 | Saint-Théoffrey                                 |         | 44° 59′ 27″ nord, 5° 46′ 18″ est |                | |             | Église Notre-Dame-du-Mont-Carmel de Saint-Théoffrey                                 |
| Église Saint-Victor de Saint-Victor-de-Cessieu                                      | Saint-Victor-de-Cessieu                         |         | 45° 32′ 29″ nord, 5° 23′ 32″ est |                | |             | Image manquante Téléverser                                                          |
| Église Saint-Victor de Saint-Victor-de-Morestel                                     | Saint-Victor-de-Morestel                        |         | 45° 41′ 32″ nord, 5° 30′ 04″ est |                | |             | Église Saint-Victor de Saint-Victor-de-Morestel                                     |
| Église Saint-Vincent de Saint-Vincent-de-Mercuze                                    | Saint-Vincent-de-Mercuze                        |         | 45° 22′ 39″ nord, 5° 56′ 56″ est |                | |             | Église Saint-Vincent de Saint-Vincent-de-Mercuze                                    |
| Église Saint-Véran de Saint-Vérand                                                  | Saint-Vérand                                    |         | 45° 10′ 27″ nord, 5° 19′ 59″ est |                | |             | Église Saint-Véran de Saint-Vérand                                                  |
| Église Saint-Christophe de Saint-Égrève                                             | Saint-Égrève                                    |         | 45° 13′ 23″ nord, 5° 41′ 14″ est |                | |             | Image manquante Téléverser                                                          |
| Église de la Monta                                                                  | Saint-Égrève                                    |         | 45° 14′ 26″ nord, 5° 41′ 00″ est |                | |             | Image manquante Téléverser                                                          |
| Église Saint-Étienne de Saint-Étienne-de-Crossey                                    | Saint-Étienne-de-Crossey                        |         | 45° 22′ 40″ nord, 5° 38′ 49″ est |                | |             | Église Saint-Étienne de Saint-Étienne-de-Crossey                                    |
| Église Saint-Étienne de Saint-Étienne-de-Saint-Geoirs                               | Saint-Étienne-de-Saint-Geoirs                   |         | 45° 20′ 17″ nord, 5° 20′ 35″ est | « PA00135645 » | Inscrit MH Ancienne chapelle avec ses peintures murales, située à l'est de la sacristie                              | 1995        | Église Saint-Étienne de Saint-Étienne-de-Saint-Geoirs                               |
| Église Sainte-Agnès de Sainte-Agnès (Isère)                                         | Sainte-Agnès                                    |         | 45° 14′ 17″ nord, 5° 55′ 16″ est |                | |             | Église Sainte-Agnès de Sainte-Agnès (Isère)                                         |
| Église Sainte-Anne de Sainte-Anne-sur-Gervonde                                      | Sainte-Anne-sur-Gervonde                        |         | 45° 30′ 00″ nord, 5° 14′ 00″ est |                | |             | Image manquante Téléverser                                                          |
| Église Sainte-Blandine de Sainte-Blandine (Isère)                                   | Sainte-Blandine                                 |         | 45° 32′ 47″ nord, 5° 26′ 24″ est |                | |             | Église Sainte-Blandine de Sainte-Blandine (Isère)                                   |
| Église Sainte-Luce de Sainte-Luce (Isère)                                           | Sainte-Luce                                     |         | 44° 50′ 59″ nord, 5° 54′ 43″ est |                | |             | Église Sainte-Luce de Sainte-Luce (Isère)                                           |
| Église Saint-Barthélemy de Sainte-Marie-d'Alloix                                    | Sainte-Marie-d'Alloix                           |         | 45° 23′ 01″ nord, 5° 58′ 04″ est |                | |             | Image manquante Téléverser                                                          |
| Église de la Compassion-de-Notre-Dame de Sainte-Marie-du-Mont                       | Sainte-Marie-du-Mont                            |         | 45° 24′ 17″ nord, 5° 56′ 45″ est |                | |             | Église de la Compassion-de-Notre-Dame de Sainte-Marie-du-Mont                       |
| Église Saint-Ferréol de Salagnon                                                    | Salagnon                                        |         | 45° 40′ 00″ nord, 5° 21′ 09″ est |                | |             | Église Saint-Ferréol de Salagnon                                                    |
| Église Saint-Juste de Salaise-sur-Sanne                                             | Salaise-sur-Sanne                               |         | 45° 20′ 40″ nord, 4° 49′ 04″ est |                | |             | Église Saint-Juste de Salaise-sur-Sanne                                             |
| Église du prieuré des moines de Saint-Claude de Salaise-sur-Sanne                   | Salaise-sur-Sanne                               |         | 45° 21′ 00″ nord, 4° 49′ 01″ est |                | |             | Église du prieuré des moines de Saint-Claude de Salaise-sur-Sanne                   |
| Église Saint-Barthélemy de Sarcenas                                                 | Sarcenas                                        |         | 45° 16′ 26″ nord, 5° 45′ 29″ est |                | |             | Image manquante Téléverser                                                          |
| Église Sainte-Madeleine de Sardieu                                                  | Sardieu                                         |         | 45° 22′ 07″ nord, 5° 12′ 45″ est |                | |             | Image manquante Téléverser                                                          |
| Église Saint-Pierre de Sassenage                                                    | Sassenage                                       |         | 45° 12′ 24″ nord, 5° 39′ 45″ est | « PA00117281 » | Inscrit MH Le clocher et la chapelle contenant le tombeau du Maréchal de Lesdiguières                                | 1930        | Église Saint-Pierre de Sassenage                                                    |
| Église Notre-Dame-des-Vignes des Côtes-de-Sassenage                                 | Sassenage                                       |         | 45° 12′ 46″ nord, 5° 38′ 44″ est |                | |             | Église Notre-Dame-des-Vignes des Côtes-de-Sassenage                                 |
| Église Saint-Pierre de Satolas-et-Bonce                                             | Satolas-et-Bonce                                |         | 45° 41′ 39″ nord, 5° 07′ 43″ est |                | |             | Église Saint-Pierre de Satolas-et-Bonce                                             |
| Église Saint-Bonnet de Savas                                                        | Savas-Mépin                                     |         | 45° 30′ 20″ nord, 5° 03′ 35″ est |                | |             | Image manquante Téléverser                                                          |
| Église Saint-Pierre de Mépin                                                        | Savas-Mépin                                     |         | 45° 29′ 22″ nord, 5° 04′ 23″ est |                | |             | Image manquante Téléverser                                                          |
| Église Saint-Didier de Semons                                                       | Semons                                          |         | 45° 25′ 54″ nord, 5° 12′ 00″ est |                | |             | Église Saint-Didier de Semons                                                       |
| Église de l'Assomption de Septème                                                   | Septème                                         |         | 45° 33′ 12″ nord, 5° 00′ 19″ est |                | |             | Image manquante Téléverser                                                          |
| Église de l'Assomption de Sermérieu                                                 | Sermérieu                                       |         | 45° 40′ 18″ nord, 5° 24′ 37″ est |                | |             | Image manquante Téléverser                                                          |
| Église Saint-Roch de Serpaize                                                       | Serpaize                                        |         | 45° 33′ 46″ nord, 4° 55′ 01″ est |                | |             | Église Saint-Roch de Serpaize                                                       |
| Église de l'Assomption des Caves                                                    | Serre-Nerpol                                    |         | 45° 15′ 31″ nord, 5° 22′ 29″ est |                | |             | Image manquante Téléverser                                                          |
| Église Saint-Pierre de Seyssinet-Pariset                                            | Seyssinet-Pariset                               |         | 45° 10′ 07″ nord, 5° 40′ 52″ est |                | |             | Église Saint-Pierre de Seyssinet-Pariset                                            |
| Église Notre-Dame des Îles                                                          | Seyssinet-Pariset                               |         | 45° 10′ 54″ nord, 5° 41′ 43″ est |                | |             | Image manquante Téléverser                                                          |
| Église Saint-Martin de Seyssins                                                     | Seyssins                                        |         | 45° 09′ 28″ nord, 5° 40′ 51″ est | « PA00117288 » | Classé MH Chapiteaux de la nef                                                                                       | 1908        | Église Saint-Martin de Seyssins                                                     |
| Église de l'Assomption de Seyssuel                                                  | Seyssuel                                        |         | 45° 33′ 35″ nord, 4° 50′ 45″ est |                | |             | Image manquante Téléverser                                                          |
| Église Saint-Julien de Saint-Julien (Isère)                                         | Siccieu-Saint-Julien-et-Carisieu                |         | 45° 43′ 43″ nord, 5° 17′ 36″ est | « IA38000237 » | |             | Image manquante Téléverser                                                          |
| Église Saint-Jean-Baptiste de Siccieu                                               | Siccieu-Saint-Julien-et-Carisieu                |         | 45° 44′ 07″ nord, 5° 19′ 02″ est | « IA38000233 » | |             | Image manquante Téléverser                                                          |
| Église Saint-Joseph de Sillans                                                      | Sillans                                         |         | 45° 20′ 22″ nord, 5° 23′ 10″ est |                | |             | Image manquante Téléverser                                                          |
| Église de l'Assomption de Sinard                                                    | Sinard                                          |         | 44° 56′ 42″ nord, 5° 39′ 23″ est |                | |             | Église de l'Assomption de Sinard                                                    |
| Église Saint-Jean-Baptiste de Siévoz                                                | Siévoz                                          |         | 44° 54′ 11″ nord, 5° 50′ 15″ est |                | |             | Image manquante Téléverser                                                          |
| Église Saint-Romain de Soleymieu                                                    | Soleymieu                                       |         | 45° 42′ 35″ nord, 5° 20′ 57″ est | « IA38000207 » | |             | Image manquante Téléverser                                                          |
| Église Saint-Clair de Sonnay                                                        | Sonnay                                          |         | 45° 21′ 17″ nord, 4° 54′ 24″ est |                | |             | Église Saint-Clair de Sonnay                                                        |
| Église Saint-Pierre-aux-Liens de Succieu                                            | Succieu                                         |         | 45° 31′ 43″ nord, 5° 20′ 22″ est |                | |             | Église Saint-Pierre-aux-Liens de Succieu                                            |
| Église Saint-Martin de Séchilienne                                                  | Séchilienne                                     |         | 45° 03′ 20″ nord, 5° 50′ 05″ est |                | |             | Église Saint-Martin de Séchilienne                                                  |
| Église Saint-Alban de Sérézin-de-la-Tour                                            | Sérézin-de-la-Tour                              |         | 45° 33′ 30″ nord, 5° 20′ 42″ est |                | |             | Église Saint-Alban de Sérézin-de-la-Tour                                            |
| Église Saint-Jean-Baptiste de Tencin                                                | Tencin                                          |         | 45° 18′ 40″ nord, 5° 57′ 46″ est |                | |             | Église Saint-Jean-Baptiste de Tencin                                                |
| Église de l'Assomption de Theys                                                     | Theys                                           |         | 45° 18′ 06″ nord, 5° 59′ 44″ est |                | |             | Image manquante Téléverser                                                          |
| Église Saint-André de Thodure                                                       | Thodure                                         |         | 45° 19′ 04″ nord, 5° 10′ 10″ est |                | |             | Église Saint-André de Thodure                                                       |
| Église Saint-Antoine de Tignieu                                                     | Tignieu-Jameyzieu                               |         | 45° 44′ 06″ nord, 5° 11′ 04″ est | « IA38000240 » | |             | Église Saint-Antoine de Tignieu                                                     |
| Église Saint-Georges de Torchefelon                                                 | Torchefelon                                     |         | 45° 31′ 10″ nord, 5° 24′ 04″ est |                | |             | Église Saint-Georges de Torchefelon                                                 |
| Église Saint-Maurice de Tramolé                                                     | Tramolé                                         |         | 45° 30′ 59″ nord, 5° 16′ 06″ est |                | |             | Image manquante Téléverser                                                          |
| Église Saint-Blaise de Treffort                                                     | Treffort                                        |         | 44° 54′ 56″ nord, 5° 39′ 29″ est |                | |             | Église Saint-Blaise de Treffort                                                     |
| Église de l'Assomption de Trept                                                     | Trept                                           |         | 45° 41′ 14″ nord, 5° 19′ 16″ est | « IA38000238 » | |             | Église de l'Assomption de Trept                                                     |
| Église Saint-Pierre de Tréminis                                                     | Tréminis                                        |         | 44° 44′ 47″ nord, 5° 46′ 05″ est |                | |             | Image manquante Téléverser                                                          |
| Église Saint-Laurent-des-Prés de Tullins                                            | Tullins                                         |         | 45° 17′ 47″ nord, 5° 29′ 01″ est | « PA00117300 » | Classé MH Clocher ; Inscrit MH Église à l'exception du clocher classé                                                | 1930 ; 1965 | Église Saint-Laurent-des-Prés de Tullins                                            |
| Église Notre-Dame-de-la-Salette de Fures                                            | Tullins                                         |         | 45° 18′ 36″ nord, 5° 29′ 46″ est |                | |             | Image manquante Téléverser                                                          |
| Église de l'Assomption-de-Notre-Dame de Têche                                       | Têche                                           |         | 45° 11′ 02″ nord, 5° 22′ 58″ est |                | |             | Image manquante Téléverser                                                          |
| Église Saints-Jacques-et-Philippe des Engelas                                       | Valbonnais                                      |         | 44° 53′ 29″ nord, 5° 55′ 32″ est |                | |             | Église Saints-Jacques-et-Philippe des Engelas                                       |
| Église Saint-Pierre de Valbonnais                                                   | Valbonnais                                      |         | 44° 53′ 57″ nord, 5° 54′ 07″ est |                | |             | Église Saint-Pierre de Valbonnais                                                   |
| Église Saint-Vincent de Valencin                                                    | Valencin                                        |         | 45° 36′ 45″ nord, 5° 00′ 59″ est |                | |             | Église Saint-Vincent de Valencin                                                    |
| Église Saint-Jean-l'Évangéliste de Valencogne                                       | Valencogne                                      |         | 45° 29′ 56″ nord, 5° 32′ 22″ est |                | |             | Église Saint-Jean-l'Évangéliste de Valencogne                                       |
| Église de l'Assomption de la Chapelle en Valjouffrey                                | Valjouffrey                                     |         | 44° 52′ 53″ nord, 6° 01′ 00″ est |                | |             | Image manquante Téléverser                                                          |
| Église Saint-Maurice de Varacieux                                                   | Valjouffrey                                     |         | 45° 13′ 53″ nord, 5° 20′ 21″ est |                | |             | Image manquante Téléverser                                                          |
| Église Saint-Pierre de Risset                                                       | Varces-Allières-et-Risset                       |         | 45° 06′ 25″ nord, 5° 40′ 24″ est |                | |             | Église Saint-Pierre de Risset                                                       |
| Église Saint-Pierre de Varces                                                       | Varces-Allières-et-Risset                       |         | 45° 05′ 13″ nord, 5° 40′ 44″ est |                | |             | Église Saint-Pierre de Varces                                                       |
| Église Saint-Eusèbe de Vasselin                                                     | Vasselin                                        |         | 45° 37′ 50″ nord, 5° 27′ 12″ est |                | |             | Image manquante Téléverser                                                          |
| Église Saint-Martin de Vatilieu                                                     | Vatilieu                                        |         | 45° 15′ 20″ nord, 5° 24′ 39″ est |                | |             | Église Saint-Martin de Vatilieu                                                     |
| Église Saint-Étienne de Vaujany                                                     | Vaujany                                         |         | 45° 09′ 27″ nord, 6° 04′ 27″ est |                | |             | Image manquante Téléverser                                                          |
| Église Saint-Jean-Baptiste de Vaulnaveys-le-Haut                                    | Vaulnaveys-le-Haut                              |         | 45° 07′ 09″ nord, 5° 48′ 38″ est |                | |             | Église Saint-Jean-Baptiste de Vaulnaveys-le-Haut                                    |
| Église Sainte-Madeleine de Vaulx-Milieu                                             | Vaulx-Milieu                                    |         | 45° 36′ 42″ nord, 5° 10′ 54″ est |                | |             | Église Sainte-Madeleine de Vaulx-Milieu                                             |
| Église Saint-Étienne de Velanne                                                     | Velanne                                         |         | 45° 29′ 24″ nord, 5° 38′ 52″ est |                | |             | Image manquante Téléverser                                                          |
| Église Saint-Christophe de Venon                                                    | Venon                                           |         | 45° 10′ 21″ nord, 5° 48′ 15″ est |                | |             | Église Saint-Christophe de Venon                                                    |
| Église Saint-Martin de Vernas                                                       | Vernas                                          |         | 45° 46′ 34″ nord, 5° 16′ 53″ est |                | |             | Église Saint-Martin de Vernas                                                       |
| Ancienne Église Saint-Martin de Verna                                               | Vernas                                          |         | 45° 46′ 30″ nord, 5° 16′ 21″ est | « IA38000305 » | |             | Ancienne Église Saint-Martin de Verna                                               |
| Église Saint-Alban de Saint-Alban de Varèze                                         | Vernioz                                         |         | 45° 25′ 14″ nord, 4° 54′ 06″ est |                | |             | Église Saint-Alban de Saint-Alban de Varèze                                         |
| Église Saint-Pierre de Vernioz                                                      | Vernioz                                         |         | 45° 25′ 14″ nord, 4° 54′ 06″ est |                | |             | Église Saint-Pierre de Vernioz                                                      |
| Église Saint-Laurent de Vertrieu                                                    | Vertrieu                                        |         | 45° 52′ 23″ nord, 5° 22′ 07″ est | « IA38000284 » | |             | Église Saint-Laurent de Vertrieu                                                    |
| Église Saint-Georges de Veurey-Voroize                                              | Veurey-Voroize                                  |         | 45° 16′ 20″ nord, 5° 36′ 57″ est | « IA38000284 » | |             | Église Saint-Georges de Veurey-Voroize                                              |
| Église Saint-Jean-l'Évangéliste de Thuellin                                         | Veyrins-Thuellin                                |         | 45° 38′ 21″ nord, 5° 30′ 28″ est |                | |             | Image manquante Téléverser                                                          |
| Église Saint-Jean-l'Évangéliste de Veyrins                                          | Veyrins-Thuellin                                |         | 45° 37′ 31″ nord, 5° 32′ 19″ est |                | |             | Église Saint-Jean-l'Évangéliste de Veyrins                                          |
| Église Saint-Hilaire de Veyssilieu                                                  | Veyssilieu                                      |         | 45° 40′ 49″ nord, 5° 13′ 12″ est | « IA38000101 » | |             | Église Saint-Hilaire de Veyssilieu                                                  |
| Cathédrale Saint-Maurice de Vienne                                                  | Vienne                                          |         | 45° 31′ 27″ nord, 4° 52′ 23″ est | « PA00117325 » | Classé MH | 1840        | Cathédrale Saint-Maurice de Vienne                                                  |
| Église Saint-Pierre de Vienne (Isère)                                               | Vienne                                          |         | 45° 31′ 23″ nord, 4° 52′ 15″ est | « PA00117326 » | Classé MH | 1862        | Église Saint-Pierre de Vienne (Isère)                                               |
| Église Notre-Dame-de-l'Isle                                                         | Vienne                                          |         | 45° 30′ 14″ nord, 4° 50′ 55″ est | « PA00117322 » | Inscrit MH Le portail s'ouvrant sur la cour du cloître                                                               | 1965        | Église Notre-Dame-de-l'Isle                                                         |
| Église Saint-André-le-Haut                                                          | Vienne                                          |         | 45° 31′ 34″ nord, 4° 52′ 38″ est | « PA00117324 » | Inscrit MH | 1927        | Église Saint-André-le-Haut                                                          |
| Abbatiale Saint-André-le-Bas de Vienne                                              | Vienne                                          |         | 45° 31′ 38″ nord, 4° 52′ 26″ est | « PA00117323 » | Classé MH | 1840        | Abbatiale Saint-André-le-Bas de Vienne                                              |
| Église Saint-Martin de Vienne                                                       | Vienne                                          |         | 45° 31′ 42″ nord, 4° 52′ 44″ est |                | |             | Église Saint-Martin de Vienne                                                       |
| Église Saint-Jean-Baptiste de Vif                                                   | Vif                                             |         | 45° 03′ 20″ nord, 5° 40′ 14″ est | « PA00117352 » | Classé MH | 2011        | Église Saint-Jean-Baptiste de Vif                                                   |
| Église Sainte-Marie du Genevrey                                                     | Vif                                             |         | 45° 01′ 42″ nord, 5° 39′ 18″ est | « PA00117353 » | Classé MH | 1908        | Église Sainte-Marie du Genevrey                                                     |
| Église Saint-Blaise de Vignieu                                                      | Vignieu                                         |         | 45° 37′ 39″ nord, 5° 25′ 29″ est |                | |             | Église Saint-Blaise de Vignieu                                                      |
| Église Saint-Michel de Villages du Lac de Paladru                                   | Villages du Lac de Paladru                      |         | 45° 28′ 33″ nord, 5° 33′ 05″ est |                | |             | Église Saint-Michel de Villages du Lac de Paladru                                   |
| Église Saint-Pierre de Saint-Pierre-de-Paladru                                      | Villages du Lac de Paladru                      |         | 45° 29′ 20″ nord, 5° 34′ 27″ est |                | |             | Image manquante Téléverser                                                          |
| Église Saint-Antoine de Villard-Bonnot                                              | Villard-Bonnot                                  |         | 45° 14′ 29″ nord, 5° 53′ 26″ est |                | |             | Église Saint-Antoine de Villard-Bonnot                                              |
| Église Sainte-Thérèse-de-l'Enfant-Jésus de Brignoud                                 | Villard-Bonnot                                  |         | 45° 15′ 36″ nord, 5° 54′ 39″ est |                | |             | Église Sainte-Thérèse-de-l'Enfant-Jésus de Brignoud                                 |
| Église Notre-Dame-de-l'Assomption de Villard-Notre-Dame                             | Villard-Notre-Dame                              |         | 45° 01′ 07″ nord, 6° 02′ 32″ est |                | |             | Église Notre-Dame-de-l'Assomption de Villard-Notre-Dame                             |
| Église Saint-Jean-Baptiste de Villard-Reculas                                       | Villard-Reculas                                 |         | 45° 05′ 31″ nord, 6° 01′ 52″ est |                | |             | Image manquante Téléverser                                                          |
| Église Saint-Jean-Baptiste de Villard-Reymond                                       | Villard-Reymond                                 |         | 45° 02′ 02″ nord, 6° 01′ 05″ est |                | |             | Image manquante Téléverser                                                          |
| Église Saint-Christophe de Villard-Saint-Christophe                                 | Villard-Saint-Christophe                        |         | 44° 58′ 46″ nord, 5° 48′ 21″ est |                | |             | Image manquante Téléverser                                                          |
| Église Saint-Bonet de Villard-de-Lans                                               | Villard-de-Lans                                 |         | 45° 04′ 11″ nord, 5° 33′ 01″ est |                | |             | Église Saint-Bonet de Villard-de-Lans                                               |
| Église Saint-Didier de Ville-sous-Anjou                                             | Ville-sous-Anjou                                |         | 45° 22′ 20″ nord, 4° 51′ 06″ est | « PA00117354 » | Classé MH La façade ; Classé MH Le clocher, le chœur et le mur Sud                                                   | 1927 ; 1937 | Église Saint-Didier de Ville-sous-Anjou                                             |
| Église Saint-Denys de Ville-sous-Anjou                                              | Ville-sous-Anjou                                |         | 45° 21′ 46″ nord, 4° 51′ 47″ est |                | |             | Église Saint-Denys de Ville-sous-Anjou                                              |
| Église Saint-Martin de Villefontaine                                                | Villefontaine                                   |         | 45° 36′ 48″ nord, 5° 08′ 56″ est |                | |             | Église Saint-Martin de Villefontaine                                                |
| Église Saint-Jean-Baptiste de Villemoirieu                                          | Villemoirieu                                    |         | 45° 42′ 56″ nord, 5° 14′ 13″ est | « IA38000114 » | |             | Image manquante Téléverser                                                          |
| Église Saint-Laurent de Villeneuve-de-Marc                                          | Villeneuve-de-Marc                              |         | 45° 28′ 17″ nord, 5° 06′ 05″ est |                | |             | Église Saint-Laurent de Villeneuve-de-Marc                                          |
| Église priorale Saint-Martin de Villette-d'Anthon                                   | Villette-d'Anthon                               |         | 45° 48′ 00″ nord, 5° 07′ 19″ est |                | |             | Église priorale Saint-Martin de Villette-d'Anthon                                   |
| Église Saint-Martin de Villette-d'Anthon                                            | Villette-d'Anthon                               |         | 45° 47′ 41″ nord, 5° 07′ 03″ est |                | |             | Église Saint-Martin de Villette-d'Anthon                                            |
| Église Saint-Maurice de Villette-de-Vienne                                          | Villette-de-Vienne                              |         | 45° 35′ 13″ nord, 4° 54′ 51″ est |                | |             | Église Saint-Maurice de Villette-de-Vienne                                          |
| Église Saint-Barthélemy de Vinay                                                    | Vinay                                           |         | 45° 12′ 40″ nord, 5° 24′ 14″ est |                | |             | Image manquante Téléverser                                                          |
| Église Saint-Pierre-et-Saint-Paul de Virieu                                         | Virieu                                          |         | 45° 29′ 04″ nord, 5° 28′ 33″ est |                | |             | Église Saint-Pierre-et-Saint-Paul de Virieu                                         |
| Église de l'Assomption de Viriville                                                 | Viriville                                       |         | 45° 19′ 00″ nord, 5° 12′ 15″ est |                | |             | Image manquante Téléverser                                                          |
| Église Saint-Robert du prieuré de Viriville                                         | Viriville                                       |         | 45° 19′ 03″ nord, 5° 12′ 23″ est |                | |             | Image manquante Téléverser                                                          |
| Église prieurale Notre-Dame de Vizille                                              | Vizille                                         |         | 45° 04′ 57″ nord, 5° 46′ 40″ est | « PA00117356 » | Classé MH Porte de la chapelle du cimetière ; Classé MH Les vestiges de l'église                                     | 1906 ; 1996 | Église prieurale Notre-Dame de Vizille                                              |
| Église de l'Immaculée-Conception du Péage-de-Vizille                                | Vizille                                         |         | 45° 03′ 25″ nord, 5° 46′ 17″ est |                | |             | Image manquante Téléverser                                                          |
| Église priorale de l'Assomption de Vizille                                          | Vizille                                         |         | 45° 04′ 40″ nord, 5° 46′ 24″ est |                | |             | Église priorale de l'Assomption de Vizille                                          |
| Église Saint-Bruno de Voiron                                                        | Voiron                                          |         | 45° 22′ 02″ nord, 5° 35′ 31″ est | « PA00132951 » | Classé MH | 2007        | Église Saint-Bruno de Voiron                                                        |
| Église Saint-Joseph de Paviot                                                       | Voiron                                          |         | 45° 21′ 01″ nord, 5° 35′ 20″ est |                | |             | Église Saint-Joseph de Paviot                                                       |
| Église Saint-Pierre de Voiron                                                       | Voiron                                          |         | 45° 22′ 14″ nord, 5° 35′ 05″ est |                | |             | Église Saint-Pierre de Voiron                                                       |
| Église Saint-Antoine de Voissant                                                    | Voissant                                        |         | 45° 29′ 05″ nord, 5° 42′ 35″ est |                | |             | Église Saint-Antoine de Voissant                                                    |
| Église prieurale Saint-Didier de Voreppe                                            | Voreppe                                         |         | 45° 17′ 56″ nord, 5° 38′ 22″ est | « PA00117361 » | Classé MH | 1908        | Église prieurale Saint-Didier de Voreppe                                            |
| Église Saint-Didier de Voreppe                                                      | Voreppe                                         |         | 45° 17′ 52″ nord, 5° 38′ 16″ est | « PA00132952 » | Inscrit MH | 1994        | Église Saint-Didier de Voreppe                                                      |
| Église Saint-Vincent de Voreppe                                                     | Voreppe                                         |         | 45° 16′ 39″ nord, 5° 39′ 02″ est |                | |             | Église Saint-Vincent de Voreppe                                                     |
| Église abbatiale Notre-Dame-de-Chalais                                              | Voreppe                                         |         | 45° 17′ 33″ nord, 5° 40′ 34″ est |                | |             | Église abbatiale Notre-Dame-de-Chalais                                              |
| Église Saint-Martin de Vourey                                                       | Vourey                                          |         | 45° 19′ 16″ nord, 5° 31′ 02″ est |                | |             | Église Saint-Martin de Vourey                                                       |
| Église Saint-Agnan de Vénérieu                                                      | Vénérieu                                        |         | 45° 39′ 52″ nord, 5° 16′ 25″ est | « IA38000088 » | |             | Image manquante Téléverser                                                          |
| Église Saint-Laurent de Vézeronce-Curtin                                            | Vézeronce-Curtin                                |         | 45° 39′ 04″ nord, 5° 28′ 15″ est |                | |             | Église Saint-Laurent de Vézeronce-Curtin                                            |
| Église de la Nativité-de-Notre-Dame de Curtin                                       | Vézeronce-Curtin                                |         | 45° 38′ 38″ nord, 5° 29′ 26″ est |                | |             | Image manquante Téléverser                                                          |
| Église Saint-Jacques d'Échirolles                                                   | Échirolles                                      |         | 45° 08′ 22″ nord, 5° 43′ 10″ est |                | |             | Église Saint-Jacques d'Échirolles                                                   |
| Église Saint-Jean-Bosco de la Ponatière                                             | Échirolles                                      |         | 45° 08′ 57″ nord, 5° 42′ 10″ est |                | |             | Image manquante Téléverser                                                          |
| Église Sainte-Monique des Granges                                                   | Échirolles                                      |         | 45° 09′ 12″ nord, 5° 43′ 43″ est |                | |             | Image manquante Téléverser                                                          |

### Église arménienne
| Église                                     | Commune             | Adresse | Coordonnées                      | Notice | Protection | Date | Illustration                               |
| ------------------------------------------ | ------------------- | ------- | -------------------------------- | ------ | ---------- | ---- | ------------------------------------------ |
| Église arménienne Saint-Nichan de Charvieu | Charvieu-Chavagneux |         | 45° 44′ 35″ nord, 5° 09′ 38″ est |        |            |      | Église arménienne Saint-Nichan de Charvieu |

### Église orthodoxe
| Église                                                            | Commune             | Adresse | Coordonnées                      | Notice | Protection | Date | Illustration                                                      |
| ----------------------------------------------------------------- | ------------------- | ------- | -------------------------------- | ------ | ---------- | ---- | ----------------------------------------------------------------- |
| Chapelle orthodoxe grecque Saint-Alexandre de Charvieu-Chavagneux | Charvieu-Chavagneux |         | 45° 45′ 11″ nord, 5° 09′ 44″ est |        |            |      | Chapelle orthodoxe grecque Saint-Alexandre de Charvieu-Chavagneux |
| Église orthodoxe grecque Saint-Georges de Grenoble                | Grenoble            |         | 45° 10′ 49″ nord, 5° 43′ 16″ est |        |            |      | Église orthodoxe grecque Saint-Georges de Grenoble                |

### Culteprotestant
| Église                                                               | Commune                | Adresse | Coordonnées                      | Notice | Protection | Date | Illustration                                  |
| -------------------------------------------------------------------- | ---------------------- | ------- | -------------------------------- | ------ | ---------- | ---- | --------------------------------------------- |
| Temple de l'église protestante unie de France de Bourgoin-Jallieu    | Bourgoin-Jallieu       |         | 45° 35′ 34″ nord, 5° 16′ 34″ est |        |            |      | Image manquante Téléverser                    |
| Temple protestant de Grenoble                                        | Grenoble               |         | 45° 11′ 24″ nord, 5° 44′ 09″ est |        |            |      | Temple protestant de Grenoble                 |
| Temple de l'église protestante unie de France de La Mure             | La Mure                |         | 44° 54′ 15″ nord, 5° 47′ 08″ est |        |            |      | Image manquante Téléverser                    |
| Temple de l'église réformée de France de Lalley                      | Lalley                 |         | 44° 45′ 29″ nord, 5° 40′ 39″ est |        |            |      | Image manquante Téléverser                    |
| Temple de l'église réformée de France de Mens                        | Mens                   |         | 44° 49′ 06″ nord, 5° 45′ 02″ est |        |            |      | Temple de l'église réformée de France de Mens |
| Temple de l'église réformée de France de Monteynard                  | Monteynard             |         | 44° 58′ 01″ nord, 5° 42′ 06″ est |        |            |      | Image manquante Téléverser                    |
| Temple de Notre-Dame-de-Commiers                                     | Notre-Dame-de-Commiers |         | 45° 00′ 38″ nord, 5° 42′ 01″ est |        |            |      | Image manquante Téléverser                    |
| Temple de Roussillon                                                 | Roussillon             |         | 45° 21′ 59″ nord, 4° 48′ 04″ est |        |            |      | Image manquante Téléverser                    |
| Temple de l'église protestante unie de France de Saint-Jean-d'Hérans | Saint-Jean-d'Hérans    |         | 44° 51′ 13″ nord, 5° 45′ 39″ est |        |            |      | Image manquante Téléverser                    |
| Temple de Château-Bas de Tréminis                                    | Tréminis               |         | 44° 44′ 38″ nord, 5° 44′ 54″ est |        |            |      | Image manquante Téléverser                    |
| Temple protestant de Vienne                                          | Vienne                 |         | 45° 31′ 24″ nord, 4° 52′ 34″ est |        |            |      | Temple protestant de Vienne                   |
| Temple de l'église protestante unie de France de Voiron              | Voiron                 |         | 45° 21′ 53″ nord, 5° 35′ 47″ est |        |            |      | Image manquante Téléverser                    |